# Импровизированная бронетехника

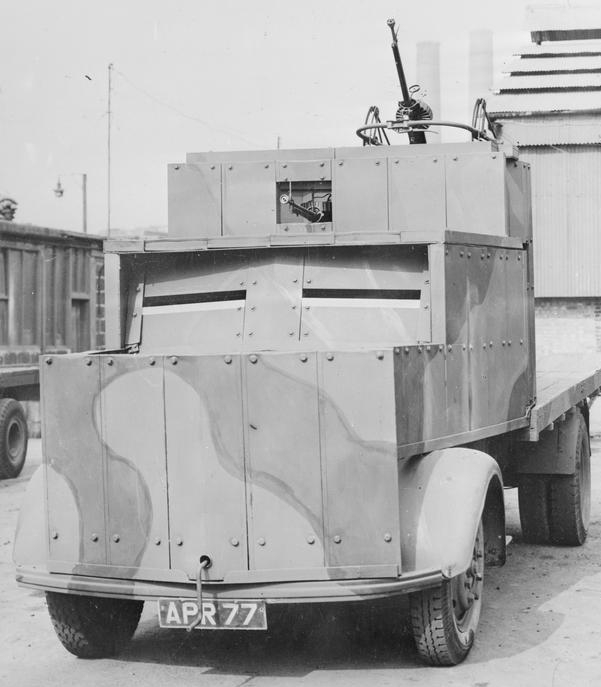
«Скорпион» — машинa на шасси грузовика, бронированная пластиковой броней, для защиты аэродрома.

Импровизированная бронетехника (броня)— бронеавтомобили, которые оснащены бронезащитой которая изначально не являлась частью конструкции таких автомобилей и элементы брони такой боевой техники, добавленные в гражданскую технику для усиления защиты уязвимых мест, которые превращают ее в импровизированные боевые машины.
Обычно импровизированная броня добавляется в полевых условиях или создается кустарными способом для покрытия нужд недостаточно оснащенной армии. Часто такая броня делается неквалифицированными людьми без реального понимания физических свойств материалов и боеприпасов, поэтому эффективность может быть низкой или отсутствовать вообще.
Когда это броня для ранее небронированных машин, она может делаться из неброневой стали, металлолома, поленьев и т. д. На бронетехнике довольно часто можно встретить самодельные кумулятивные решетки из металлолома, мешки с песком и т. д. Возможность использования материалов ограничивается только фантазией создателей и их доступностью: так известны случаи кустарного бронирования бетоном, металлическими цепями, частями уничтоженной бронетехники и т. п. Импровизированная броня может быть и достаточно сложной: композитной, разнесенной, динамической (имеется в виду полевая установка динамической защиты нестандартными способами).

## Предыстория
Один из самых ранних примеров использования бронированных повозок в войне в качестве укрепления описан в китайской исторической Книге Ханьшу. Во время битвы при Мобэе в 119 г. до н. э. во время ханьско-хуннской войны знаменитый ханьский генерал Вэй Цин провел свою армию через утомительный экспедиционный марш через пустыню Гоби только для того, чтобы натолкнуться на основные силы Шаньюя Ичжисе, поджидавшие их там с целью окружить их. Используя бронированные тяжелые фургоны, известные как «Прочный военный фургон» (китайский :武剛車; пиньинь: wŭ gāng chē) в кольцевых построениях в качестве временных оборонительных укреплений Вэй Цин нейтрализовал первоначальные кавалерийские атаки хунну.

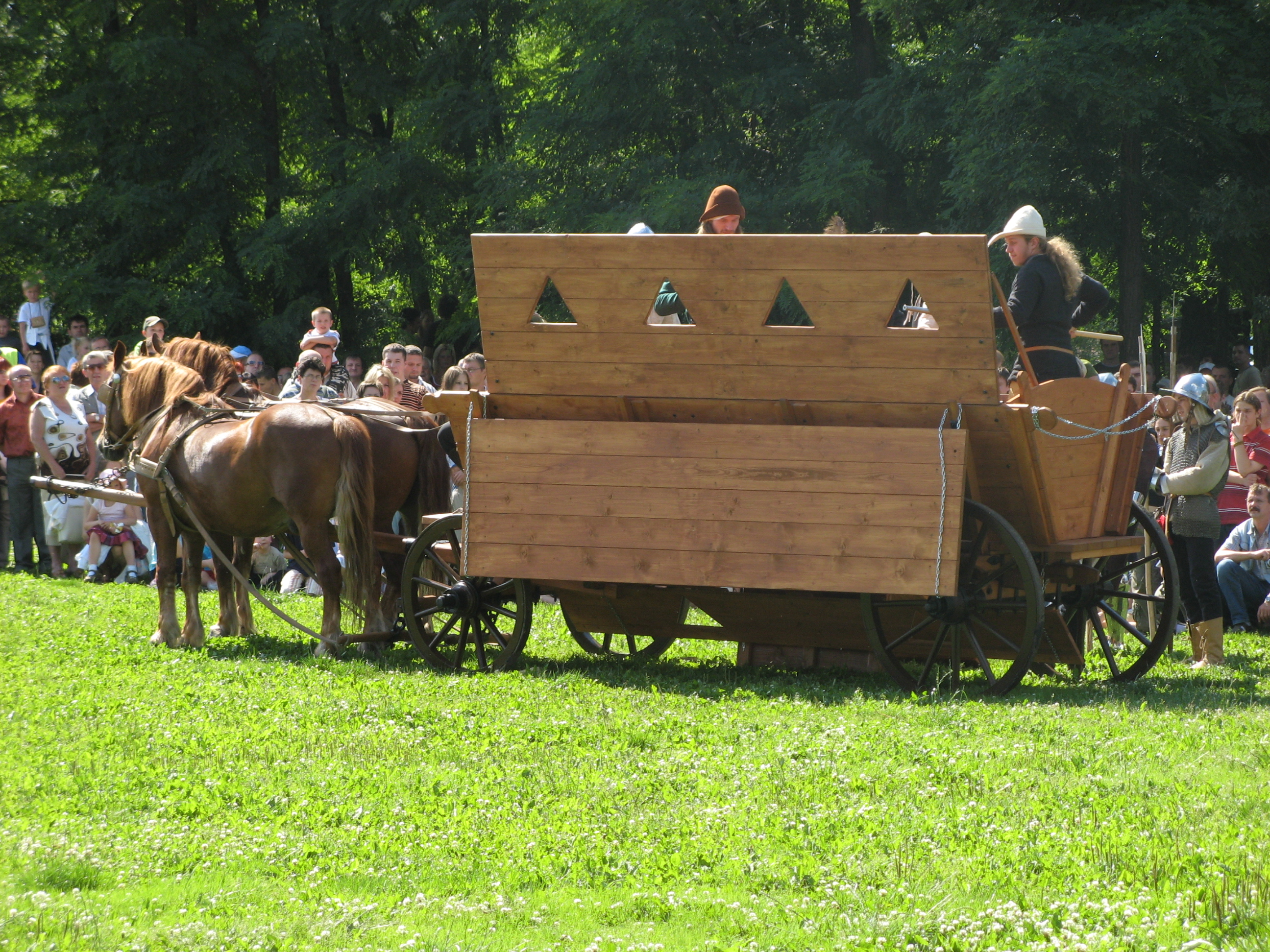
Современная реконструкция гуситского военного фургона.

Средневековая европейская военная повозка была разработана во время гуситских войн около 1420 года гуситскими войсками, воевавшими в Богемии. Это была тяжелая повозка с защитными бортами сделанными из досок или даже из железа с проделанными в них амбразурами. «Экипаж» состоял из бойцов вооруженных пищалями, либо из отряда стрелков, лучников и арбалетчиков, поддерживаемых пехотой с копьями, пиками и цепами. Группы из них могли образовывать оборонительные сооружения, но они также использовались в качестве «наковальни» для зажимания в клешнях вражеской кавалерии. Это раннее использование огнестрельного вооружения и новаторская тактика помогли преимущественно крестьянской пехоте отражать атаки крупный отрядов Рыцарской конницы Священной Римской империи.
После гуситских войн они остались в употреблении как специальное тактическое оружие «элитных» богемских наемников, которое давало им преимущество над рыцарями или пехотинцами.
Бронирование наземных (авто)транспортных средств отнюдь не новая идея и история таких разработок восxодит к середине 19-го века.
Впервые пушки были поставлены на железнодорожные платформы во время Гражданской в США (1861−1865), в 1861 году в армии Северных штатов командиром 19-го Иллинойсского волонтёрского полка, полковником И. В. Турчаниновым.
В Европе подобное использование железнодорожных платформ имело место в 1871 году во время франко-прусской войны 1870−1871 гг. при осаде Парижа прусской армией, которой удалось обстреливать укрепления города с разных сторон. Настоящие бронепоезда впервые стали широко использовать в англо-бурской войне 1899−1902 гг. Буры применяли партизанскую тактику, нарушая снабжение английской армии, и для защиты коммуникаций английская армия стала создавать вооружённые и защищённые бронёй гарнизоны на колёсах. Особенно популярны импровизированные бронепоезда стали во время Гражданской войны в России. Широко применялись они и во время Второй Мировой войны.

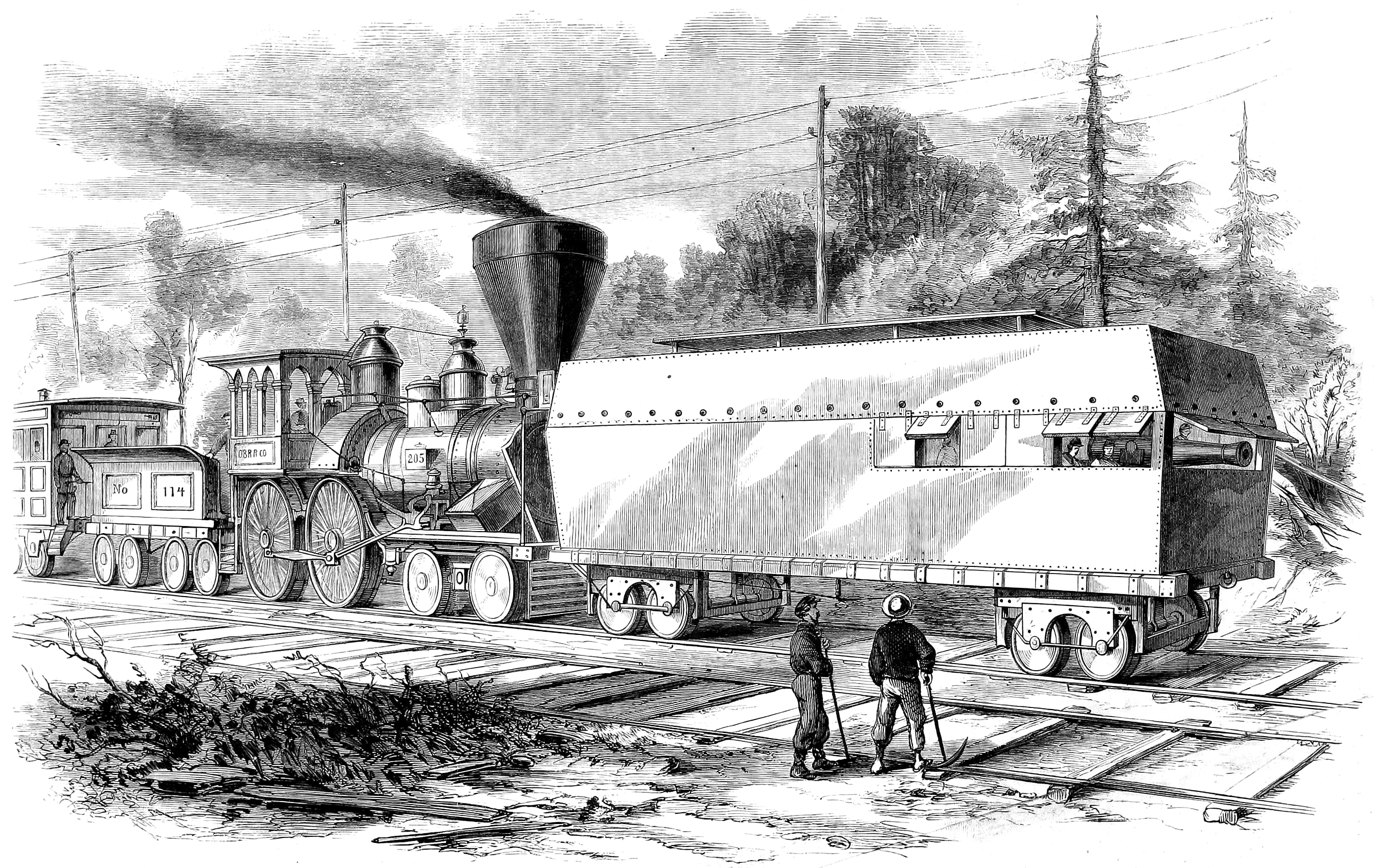
Иллюстрация из газетной статьи 1861 года где говорится о создании броневагона для защиты операций по восстановлению мостов.
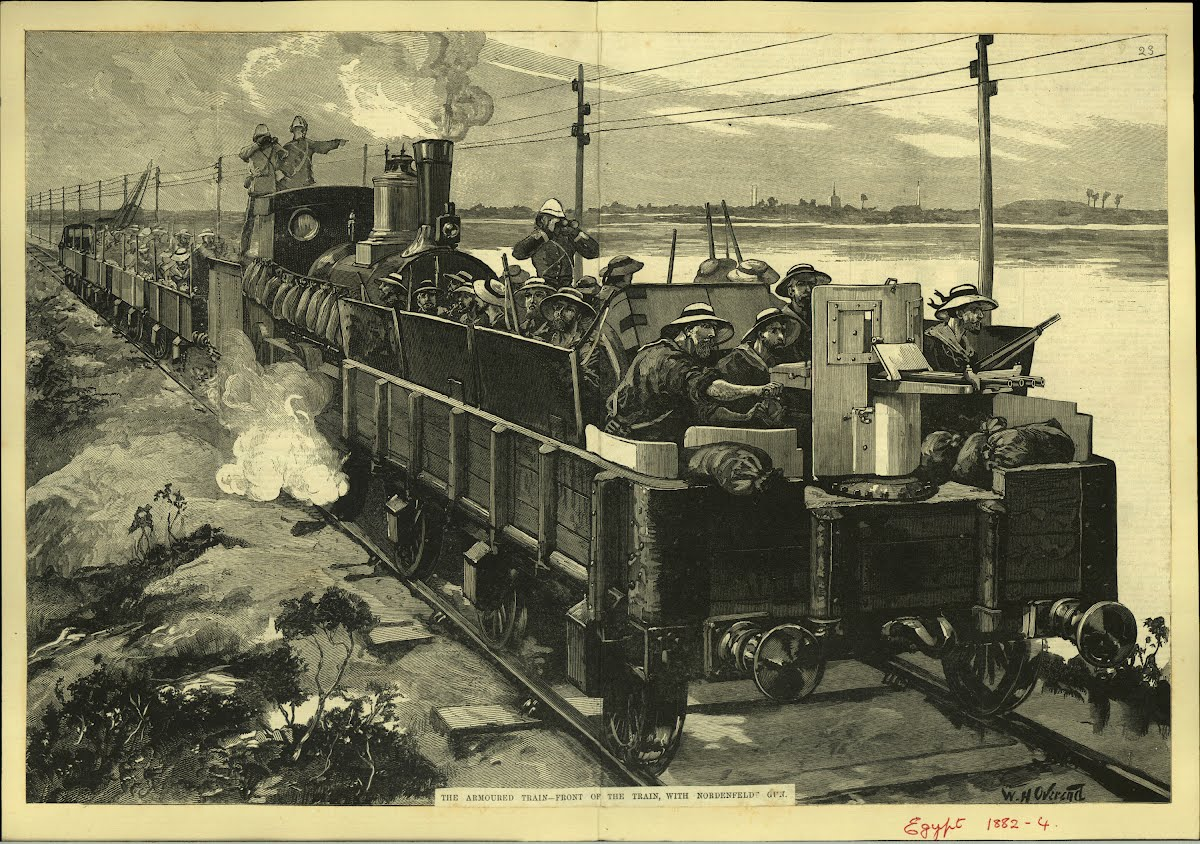
Британский прототип бронепоезда времен Англо -египетской войны
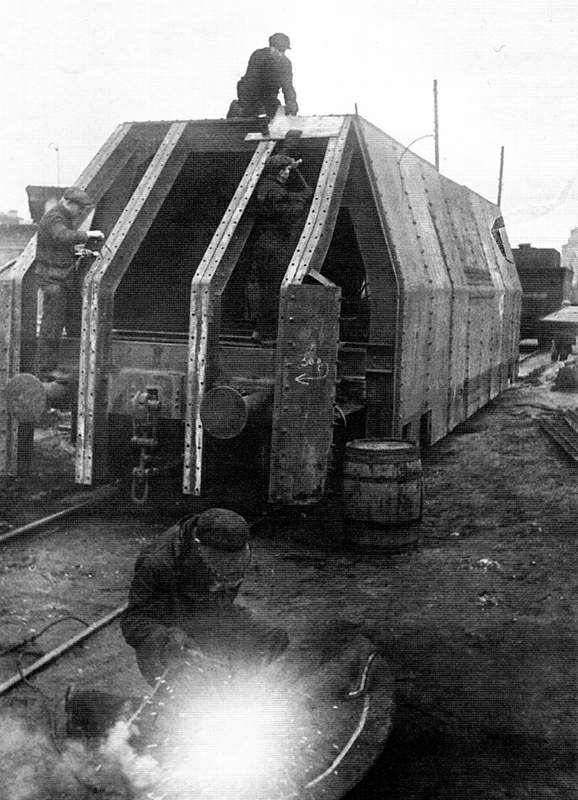
Бронирование вагона в Московском депо, октябрь 1941

## Ранняя история
Одно из первых упоминаний об импровизированной бронемашине датируется 1900 годом, когда британцы добавили бронирование к паровому трактору для противодействия партизанской тактике буров во Второй англо-бурской войне. Еще раньше появились бронепоезда : известно об их применении во время Гражданской войны в США (1861—1865), Франко-прусской войне (1870—1871) и т. д.

Британский импровизированный БА «Гиннесс», построенный для подавления восстания в Дублине в апреле 1916 года.

Один из первых прототипов гантрака появился в 1902 году во Франции, это был Charron modèle 1902 года [2] .
Во время Пасхального восстания 1916 года британские войска использовали в Дублине грузовики с бронекузовами, сделанными из нескольких дымовых камер паровозов.
Из паровых котлов также изготавливали бронемашины, прозванные los tiznaos (от исп. tiznado — зажигательный или закоптелый) испанские националисты во время Гражданской войны 1936—1939.

Тизнаос «Fantasma»
Серия тизнаос на заводе в Бильбао
Тизнаос «Linares»

## Первая мировая война
Броня первых машин, отправленных в бой, была полностью импровизированной, однако по мере развития конфликта бронетехника была быстро стандартизирована и поставлена на производство. Некоторые из таких импровизированных машин использовались бельгийскими войсками во время немецкого вторжения  . Королевская военно-морская авиационная служба разузнала об этой практике и также переоборудовала некоторые из своих машин . Импровизированная переделка продолжалась до декабря 1914 года, когда на вооружение была принята первая стандартизированная бронетехника. Королевская военно-морская авиационная служба высылала спасательные отряды на автомобилях для спасения летчиков-разведчиков, самолеты которых были сбиты над полем боя. На этих машинах были установлены пулеметы, но эти миссии, тем не менее, были чрезвычайно опасными, что побудило британские войска установить на свои машины стальные пластины, предоставленные местным кораблестроителем.

## Вторая Мировая война

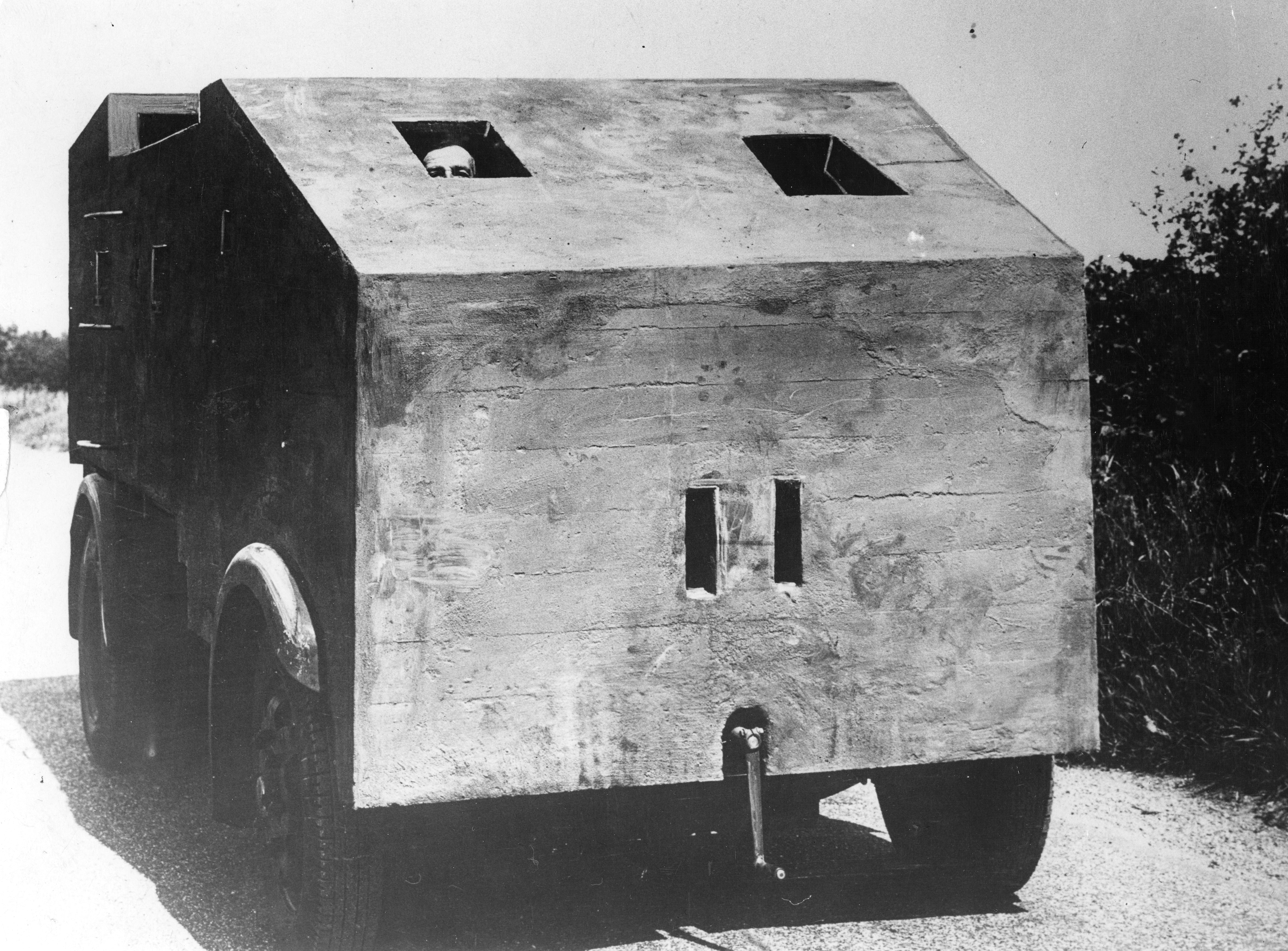
Британский эрзац-бронеавтомобиль «Бизон» с бетонной броней (:en:Bison concrete armoured lorry); 1940 год

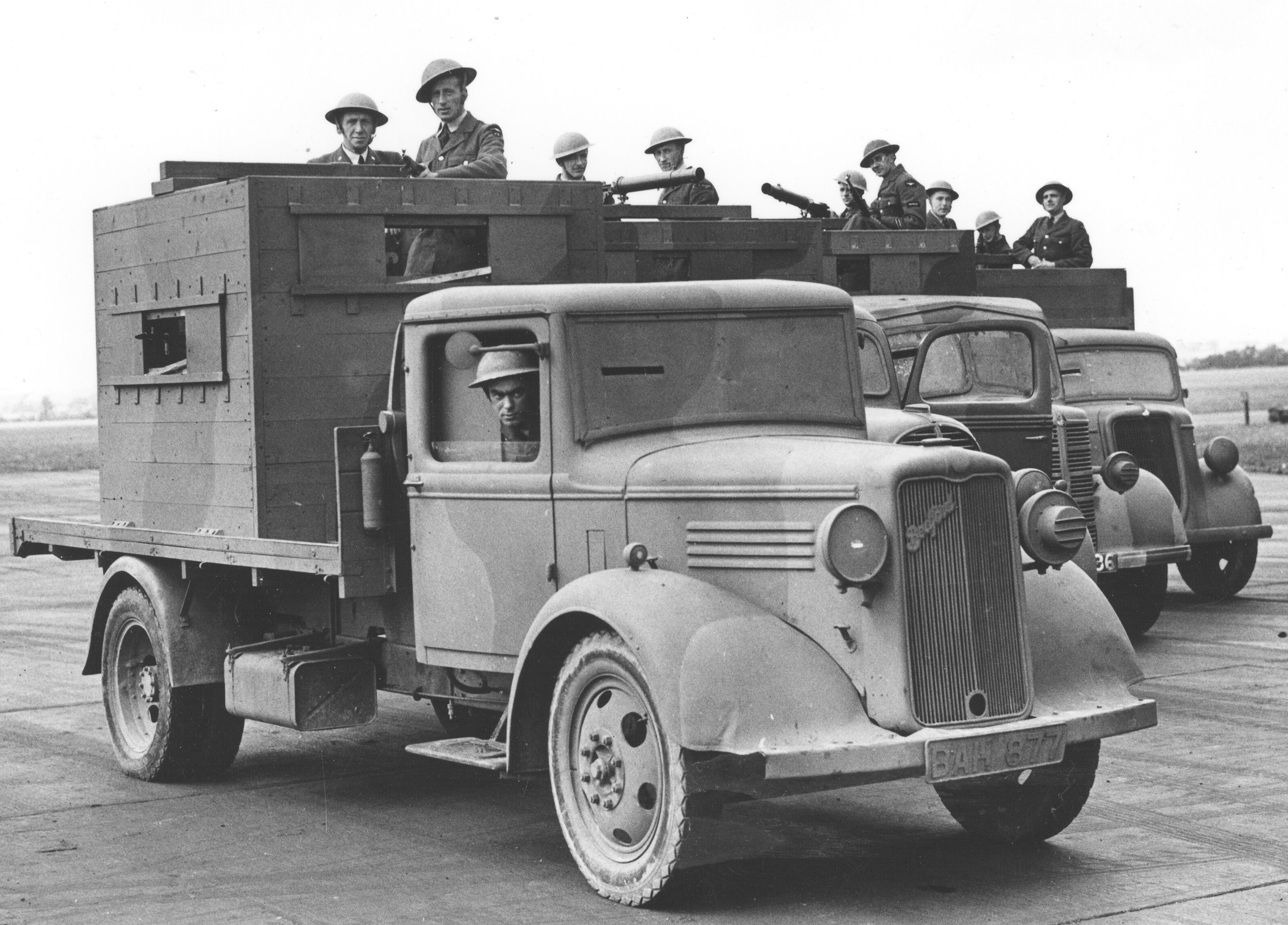
«Armadillo». Машина представляла собой обычный грузовик с задним кузовом, в котором предполагалось установить коробчатое боевое отделение. Наружная часть коробки была сделана из досок толщиной 7/8 дюйма (2,2 см), длиной примерно 5 футов 2 дюйма (1,57 м) и высотой 4 фута (1,37 м) и 6 дюймов). Внутри этой внешней коробки была сделана вторая коробка, все так же из дерева, но уже внешнего на 1,5 см. Промежуток между двумя ящиками был заполнен гравием.

Во время эвакуации из Дюнкерка Великобритания потеряла значительное количество своей тяжелой техники и оказалась под угрозой вторжения со стороны Третьего Райха . Потому британцы были вынуждены в ускоренных темпах разрабатывать бронетехнику для защиты стратегических объектов. Например, известны бронеавтомобиль с бетонной броней 150-мм толщины (или «мобильная ДОТ») Bison (выпущено две-три сотни) и Armadillo (выпущено 877), грузовик с установленным кузовом следующего строения: два слоя сплошных досок, между которыми насыпано 150-мм слой гравия. Обе машины должны были защищать аэродромы от вероятного десанта и могли выдержать выстрелы из ручного оружия, включая пулеметы. Выпускались также и более классические импровизированные машины со стальной броней, например Bedford OXA и Leyland Beaver-Eel.
Во время войны начала появляться практика установки гусеничных траков и реже катков поверх брони. Использовались многими сторонами войны, включая США , СССР , Третий Райх (были даже попытки использовать бетон для усиления брони) и Великобританию . Также использовались поленья и мешки с песком на технике. Эффективность такой защиты до сих пор под вопросом, потому что не улучшала устойчивость брони должным образом, а иногда даже приводила к негативным последствиям, сводя на ноль наклонность брони «Шерманов» или Т-34.; по другим результатам, дальность пробития кинетическими боеприпасами несколько снижалась. Тем не менее, против кумулятивных снарядов это было почти малоэффективно.
Советские танкисты в поисках способов противодействия немецким кумулятивным боеприпасам приваривали к танкам пружинные кровати. В США также происходили такие эксперименты, но результат был признан неудовлетворительным против мощных поздних панцерфаустов.
В 1944 году в Немецкое издание Nachrichtenblatt der Panzertruppen («Вестник бронетанковых войск») выпустил рекомендацию против использования большинства вариантов импровизированной брони . И хотя немецкие военные знали, что эта импровизированная броня улучшала боевой дух войск, аналитики утверждали, что многие из этих защитных приемов неэффективны. Например, гусеницы, приваренные к башням танков, не обеспечивали никакой защиты, так как не были изготовлены из подходящей для брони стали. Бетон обеспечивал слишком мало дополнительной защиты по сравнению с риском выброса осколков, вызванного ударом. Случалось даже, что добавление этих импровизированных бронещитов приводило к тому, что лобовая часть танка принимала угол в 80-90 градусов, что делало вражеское вооружение даже более эффективным. Импровизированная сварка не разрешалась из-за опасений, что приваривание креплений к оригинальной заводской пластинчатой брони может ослабить ее; однако все же разрешалось использование кронштейнов для крепления боковых и задних «юбок» башни или боковых юбок. Боковые юбки были разрешены, потому что советские 14,5- мм противотанковые ружья могли пробить менее бронированные борта танков .
.

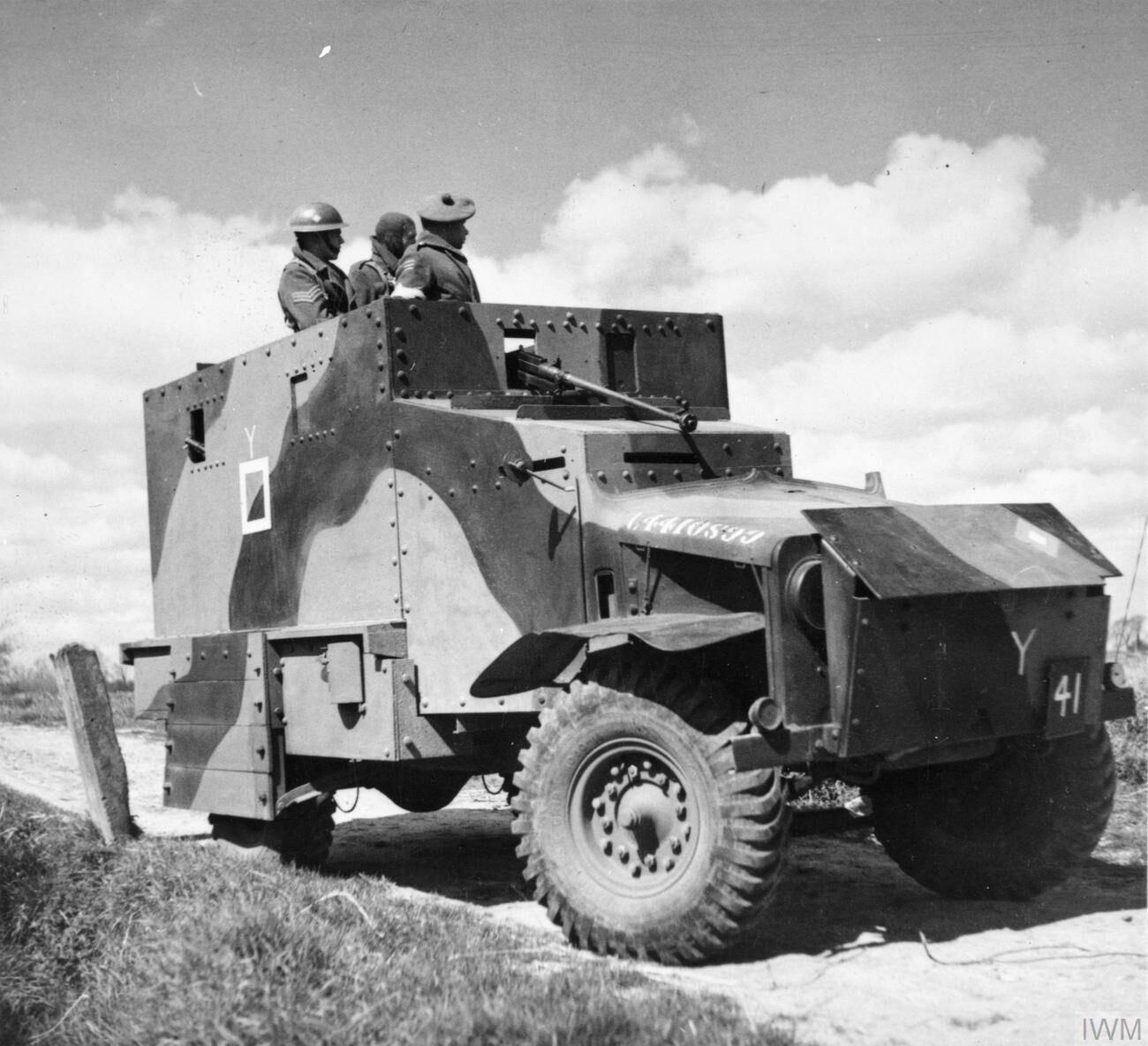
Bedford OXA
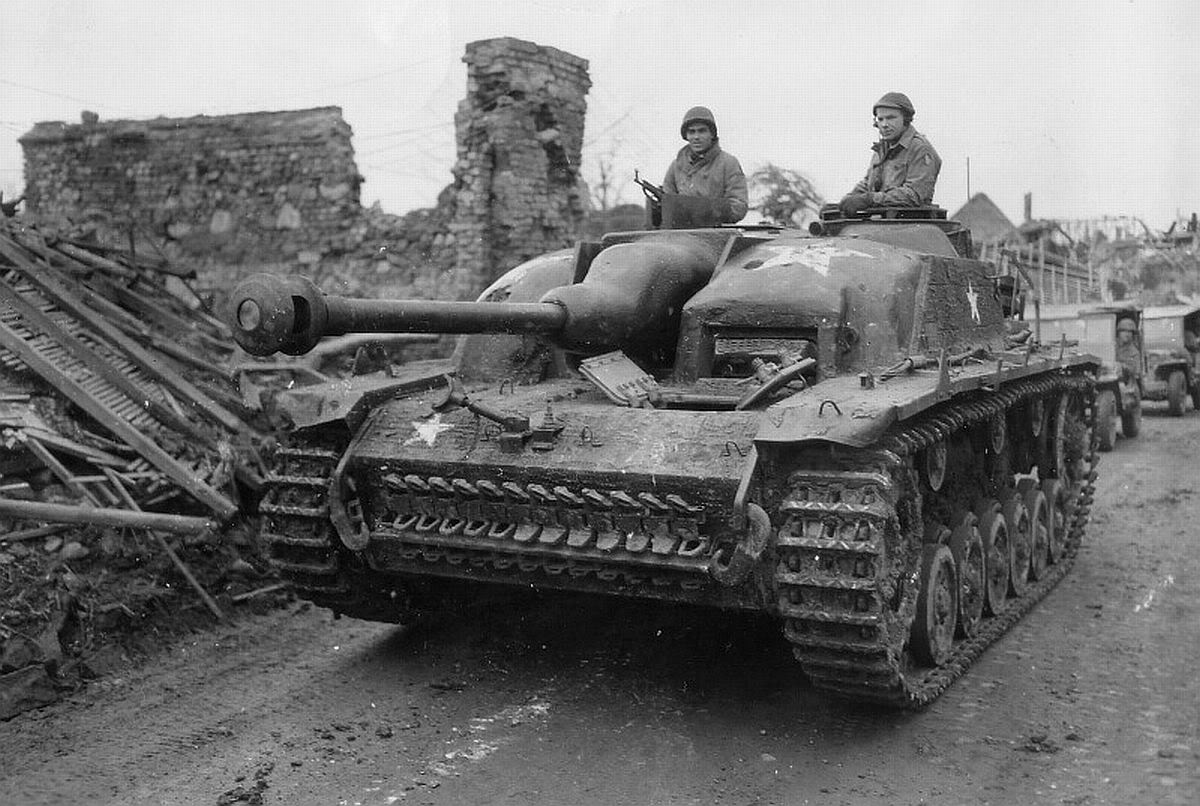
StuG III с бетонной броней.
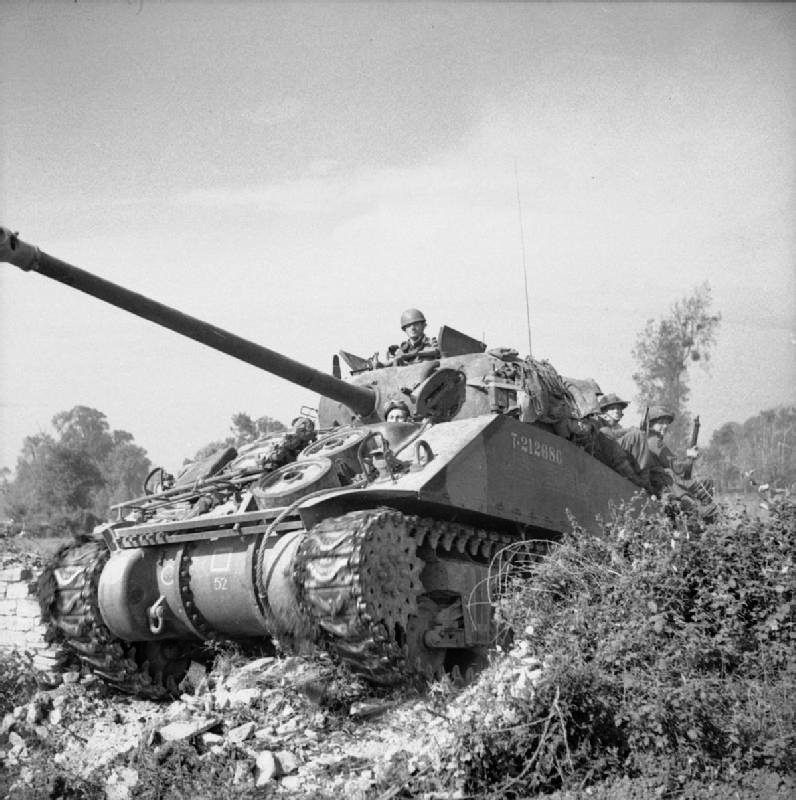
Sherman Firefly с катками и траками.
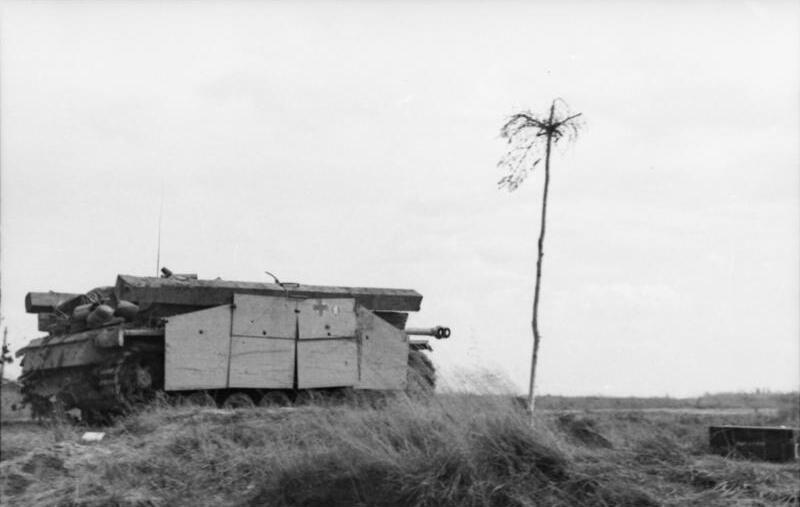
Sturmgeschütz III с разнесенной броней и большими деревянными пластинами.
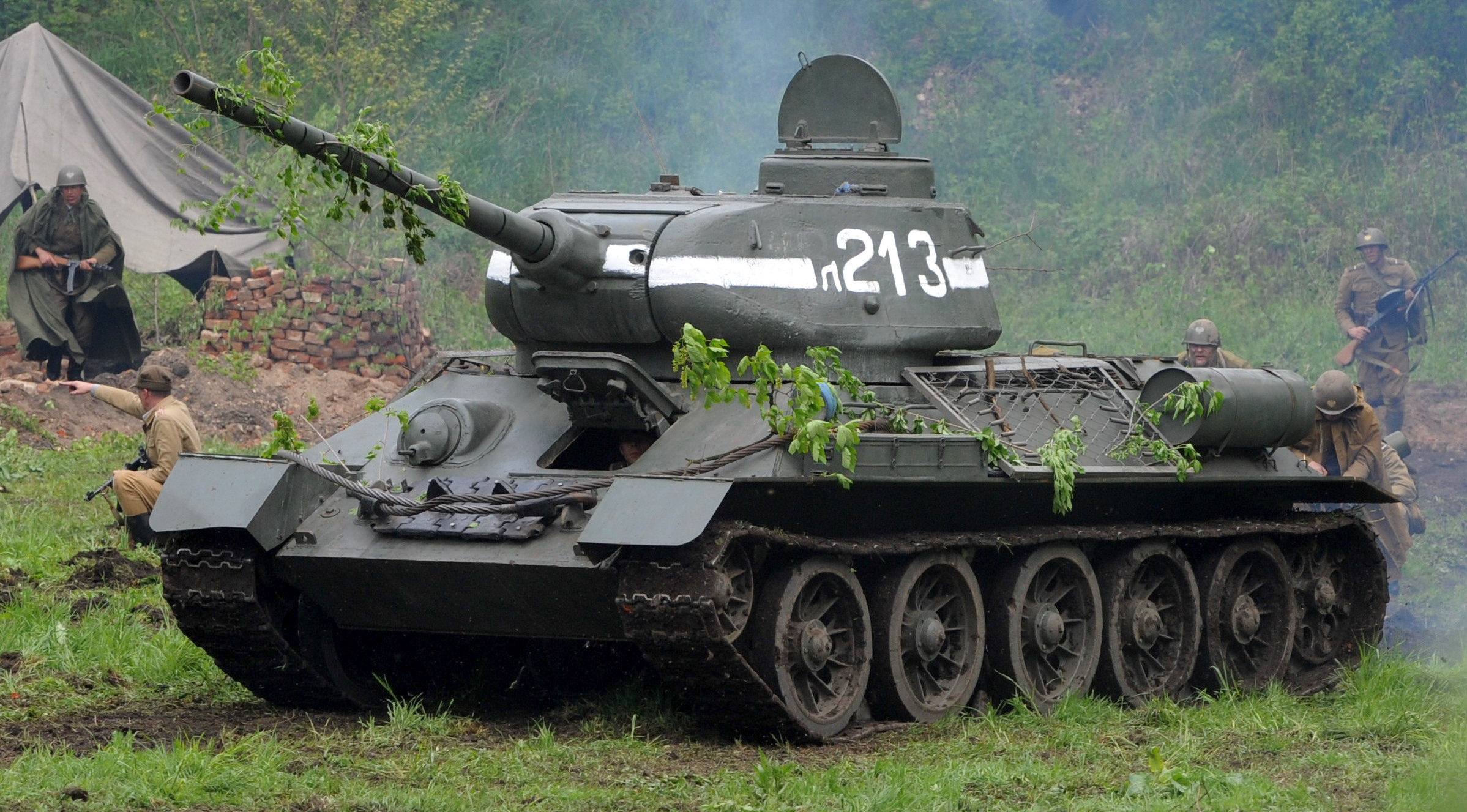
Советские танкисты в поисках способов противодействия немецким кумулятивным боеприпасам приваривали к танкам пружинные кровати.
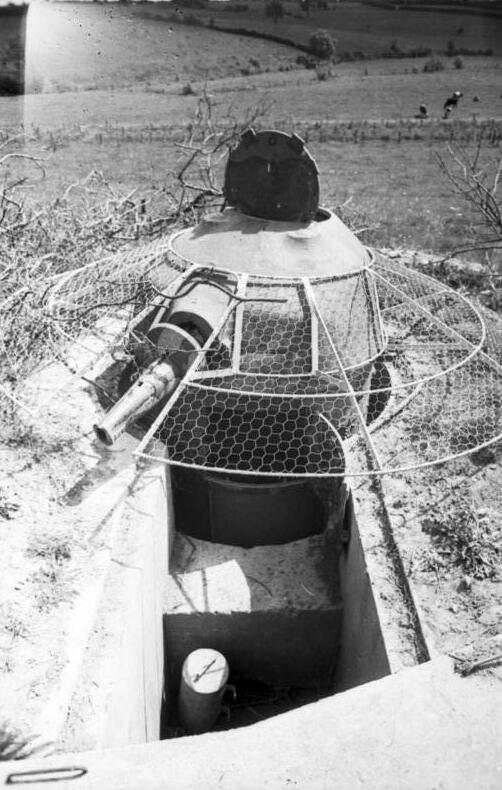

### Голландская Ост-Индия

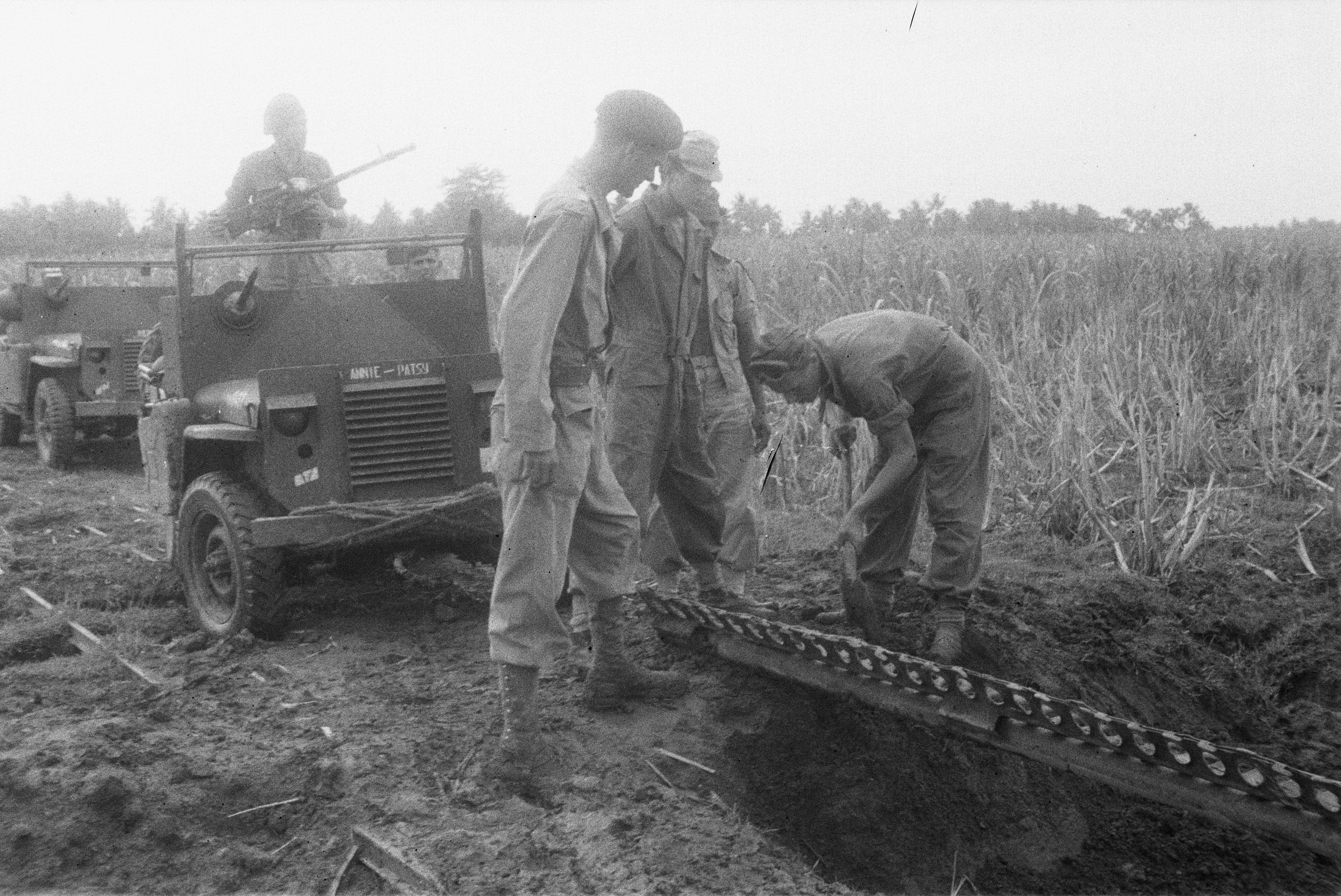
1949 Голландская Ост-Индия (Индонезия). 6 бронированных джипов входили в состав 4-го эскадрона бронетранспортеров KL Huzaren van Boreel.

## Последующее развитие концепции

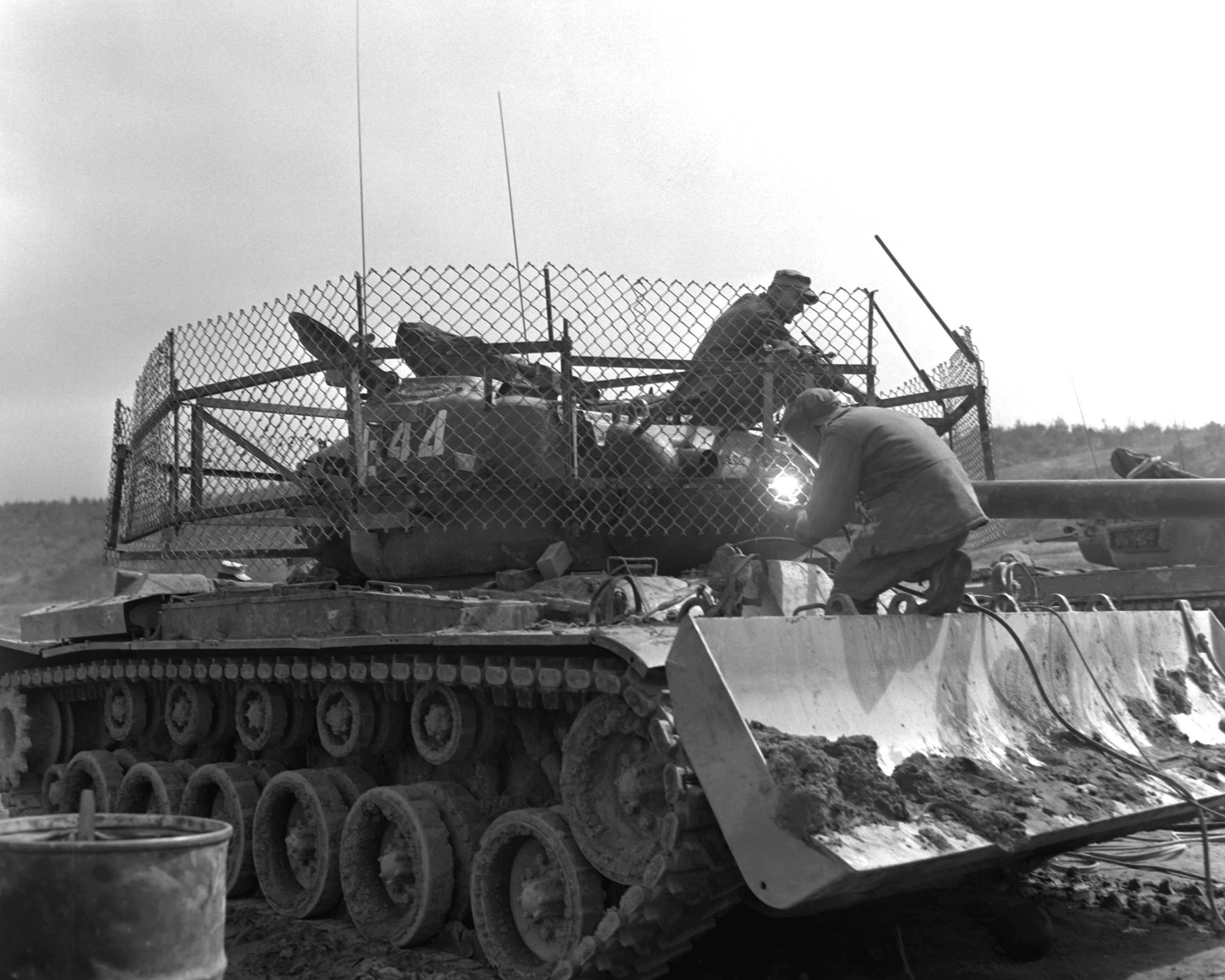
M46 с установленным бульдозерным оборудованием и изготовленным в войсках сетчатым экраном для защиты от РПГ. Корея, 1953 год

### Родезия
Родезия известна тем, что во время Гражданской войны в 1970-х там были созданы первые дальние «предки» современных MRAP из-за постоянных минирований дорог. На шасси гражданских автомобилей создавались машины с высоко поднятой бронекапсулой V-образной формы. Самыми известными машинами этого семейства являются бронеавтомобиль Leopard, бронетранспортер Crocodile и противоминная File:Rhodesian_Pookie_mine_detecting_vehicle_1979.JPG.

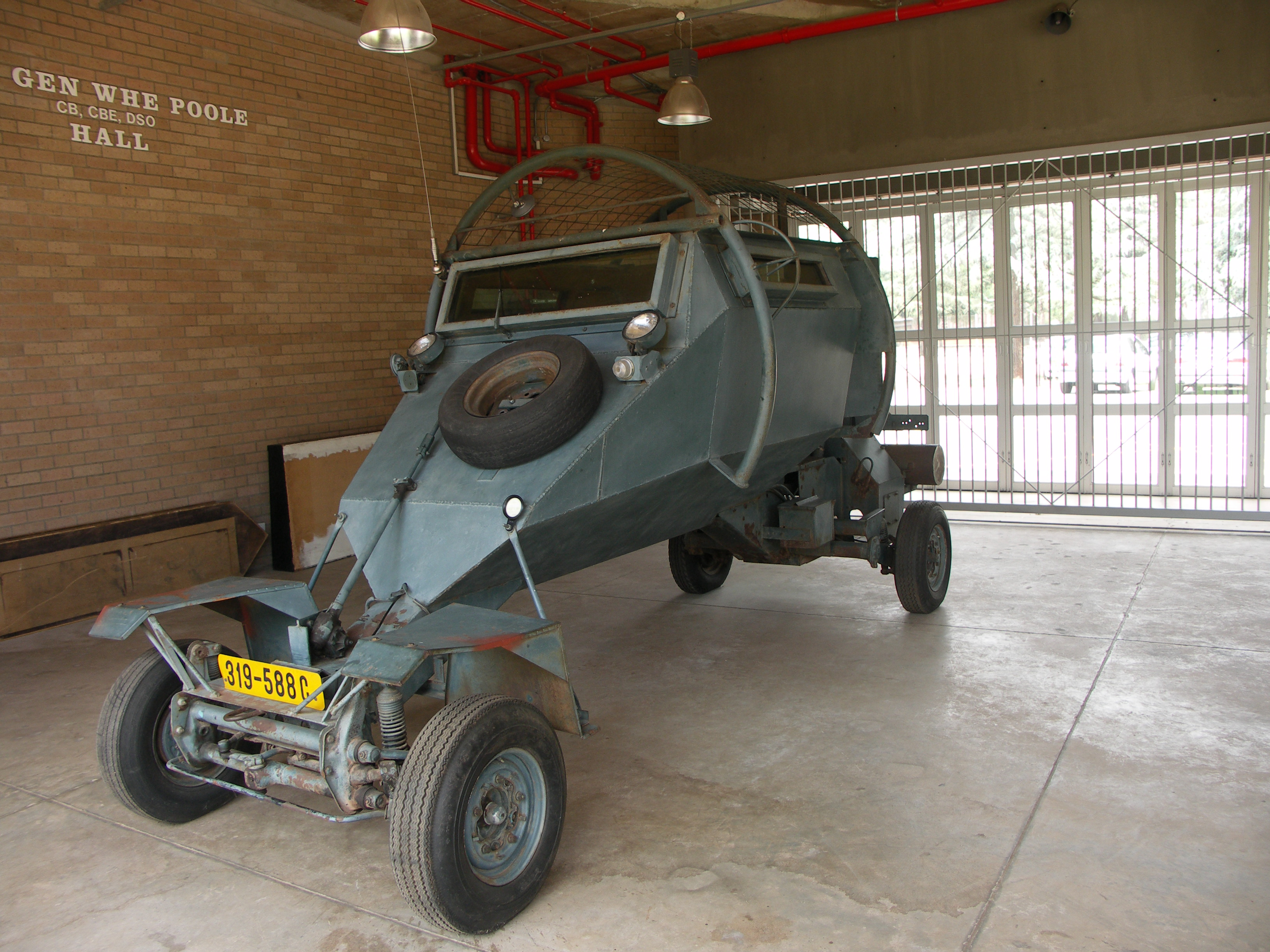
Родезийский Леопард

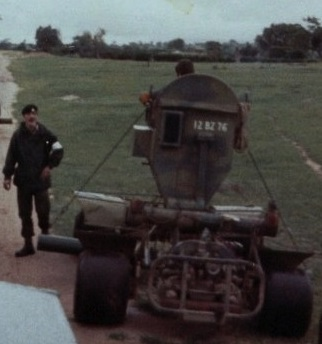
File:Rhodesian_Pookie_mine_detecting_vehicle_1979.JPG

### Конфликты на Балканах

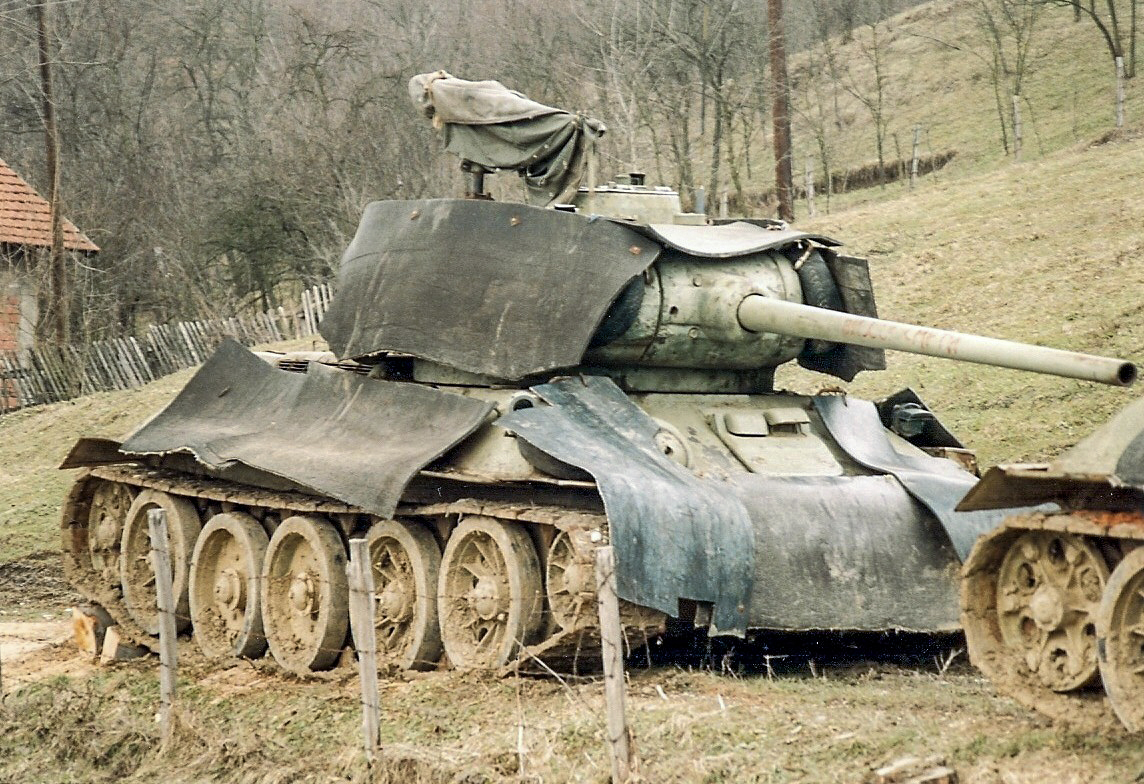
Т-34-85 армии боснийских сербов с резиновым покрытием, добавленным в попытке скрыть его тепловую сигнатуру, недалеко от Добоя в начале 1996 года.

#### Война в Хорватии

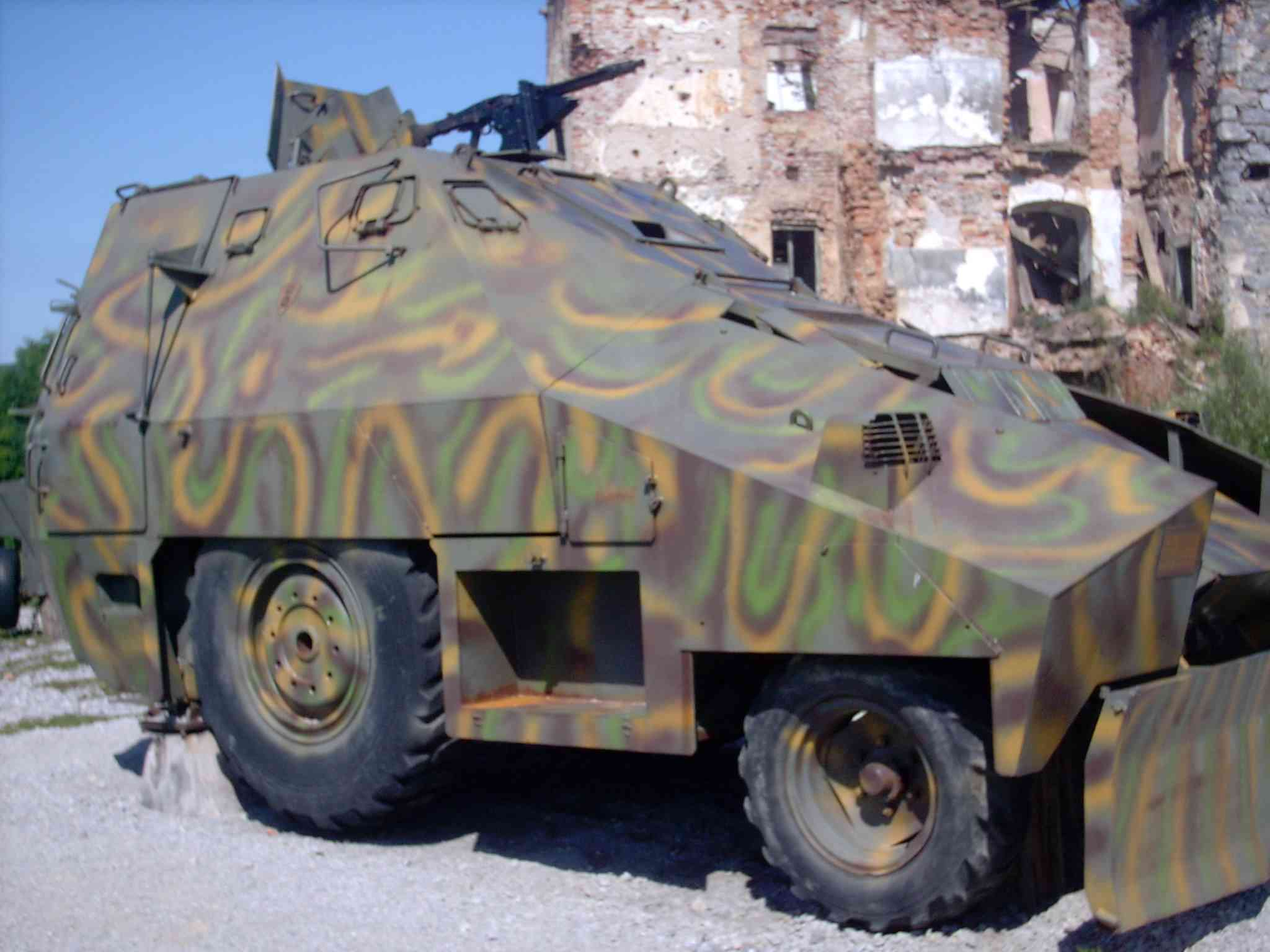
Импровизированный бронетранспортёр Straško

Хорватский бронированный трактор (импровизированный бронетранспортёр) Straško периода войны в Хорватии, созданный риекским заводом Torpedo на базе колёсного сельскохозяйственного трактора. Данный бронетрактор, выпущенный малой серией, отличается хорошо продуманной конструкцией и качеством изготовления, фактически представляя собой полноценную боевую машину, по характеристикам сопоставимую с бронетранспортёрами специальной постройки
Эта серия бронеавтомобилей, получившая в народе название Страшко, была изготовлена по заказу Корпуса национальной гвардии. Они были изготовлены в Торпедо в Риеке, а за основу было взято шасси экскаватора-погрузчика GTR 75A с двигателем мощностью 70 л. с. Этот бронеавтомобиль проектировался как транспортный, а также как боевая машина. Знак отличия, который он носил, был HIAV, что расшифровывалось как хорватская инженерная антитеррористическая машина. Вращающаяся башня была оснащена 20-мм зенитной пушкой, крупнокалиберным пулеметом «Браунинг».12,7-мм или безоткатное орудие 82-мм. Помимо боевых действий, он предназначался и для сноса различных препятствий, учитывая, что при производстве сохранялся передний ковш. Помимо водителя и стрелка, этот бронеавтомобиль мог перевозить до 6 человек. Судьба большинства этих машин неизвестна.
Майсан — броневик, построенный на верфи Инкоброд в Корчуле на острове Корчула и переданный полиции Дубровника 27 августа 1991 года. Основой, на которой он был сделан, был грузовик ТАМ-260 Т26, и в нём использовалась разнесенная броня.

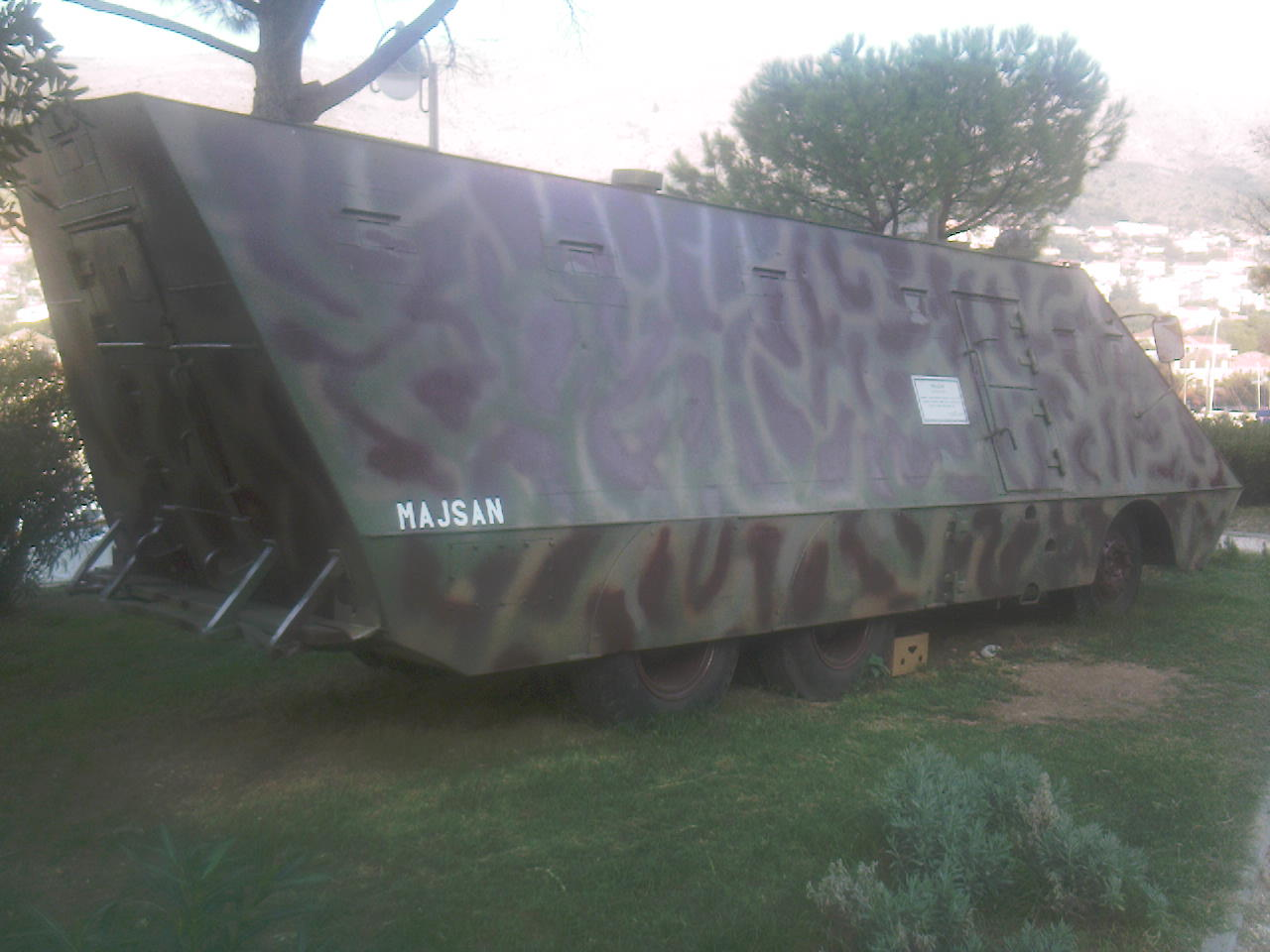
Oтреставрированный бронетрактор Майсан на выставке в Дубровнике
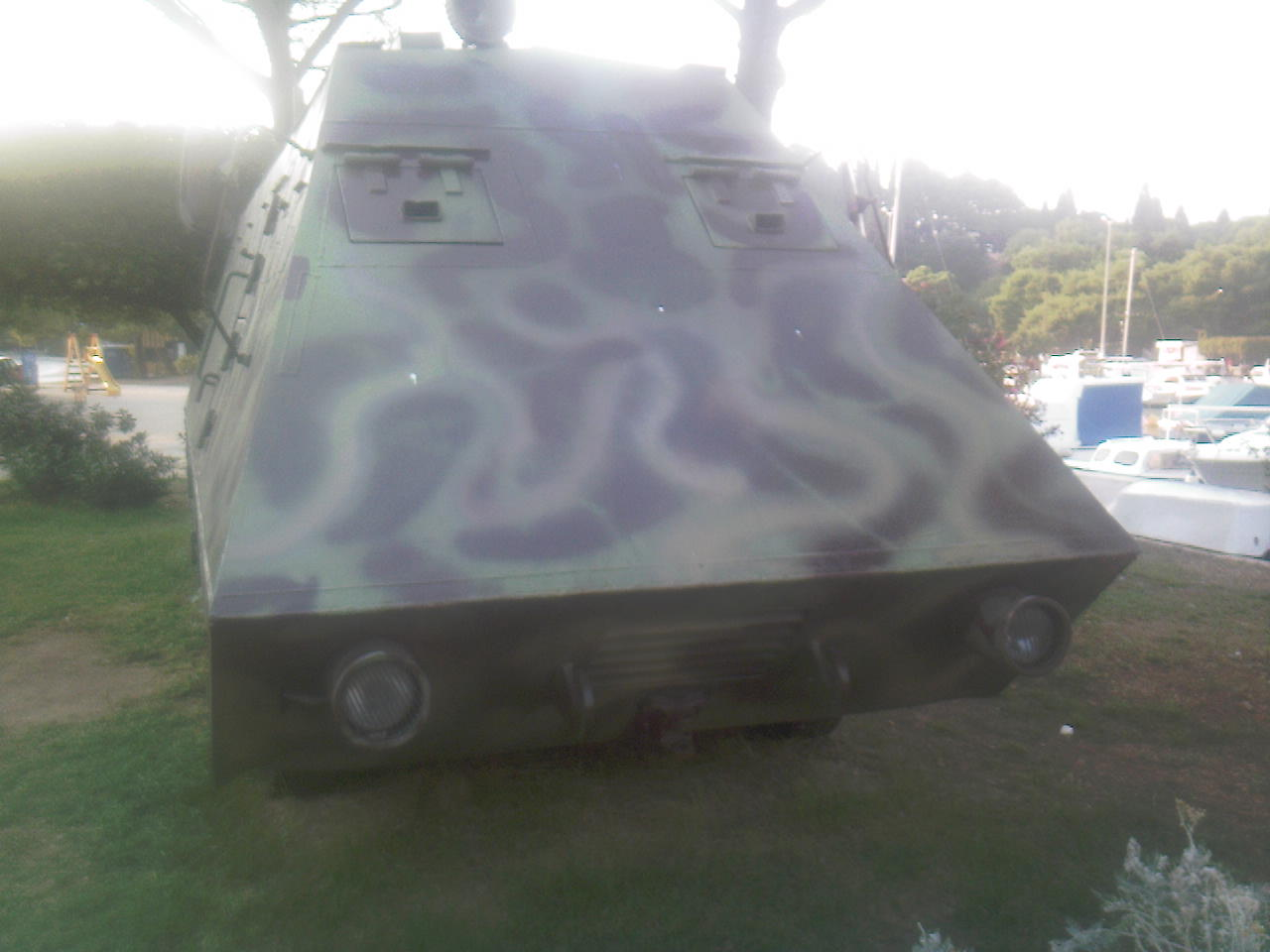
Передняя часть бронетрактора Майсан

### Война в Ираке

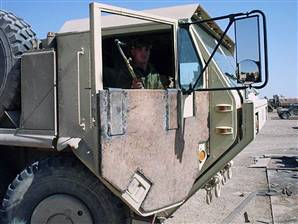

#### Инцидент во время интервью Рамсфелда
8 декабря 2004 года на военной базе Кэмп-Бюринг в Кувейте практика создания импровизированной бронетехники стала общеизвестной после того, как американский солдат спросил министра обороны США Дональда Рамсфелда о необходимости использовать самодельные бронекомплекты из подручных материалов. Рамсфелд посетив военнослужащих за день до их развертывания решил ответить на вопросы. «Специалист» (эквивалент капрала) Томас Уилсон задал ему этот вопрос, (позже выяснилось, репортер газеты Chattanooga Times Free Press, попросил Уилсона сформулировать этот вопрос.) Вопрос был встречен аплодисментами других военнослужащих. На что Рамсфелд ответил, что начинать военные действия приходится «не с той армией какой нам хотелось бы иметь, а с той что есть». Несколько других вопросов, связанных с предыдущим, были заданы солдатами Рамсфелду, и многие из его товарищей по команде и начальство поддержали Уилсона. 9 декабря 2004 года президент Джордж Буш отреагировал на инцидент, заявив, что высказанные соображения приняты во внимание. Инцидент вызвал критику Рамсфелда поскольку он был расценен как свидетельство небрежного отношения к нуждам своей армии.

### Войска Сирии
Известно об использовании БРДМ-2 ВС Сирии и ПВК Вагнера с противокумулятивными решетками.
4-я танковая бригада ВС Сирии известна использованием многослойного разнесенного бронирования на танках, бульдозерах и ЗСУ-23-4. Предшественниками таких решений являлись танки, поверх брони которых прикрепляли отстрелянные гильзы или кирпич. Известно о таких моделях (их названия условны, используются для различения):
- T-72 Mahmia (араб. «защищенный»), оснащается коробками с неизвестным наполнением на расстоянии от основной брони, решетками и свисающими цепями; подобная защита была замечена и на ВСУ-23-4. Были также подмечены танки, покрытые решетками почти полностью.
- T-72 Shafrah (араб. «бритва»), оснащается тонкими композитными пластинами; подобная защита была замечена и на БМП-1 и ЗСУ-23-4 [26].

### Российско-Украинская война
В 2014 году с началом войны на востоке Украины довольно быстро выплыл низкий уровень оснащения ВСУ, поэтому волонтеры, воины и иногда даже заводы начали строить импровизированные бронированные машины для ВСУ самостоятельно.

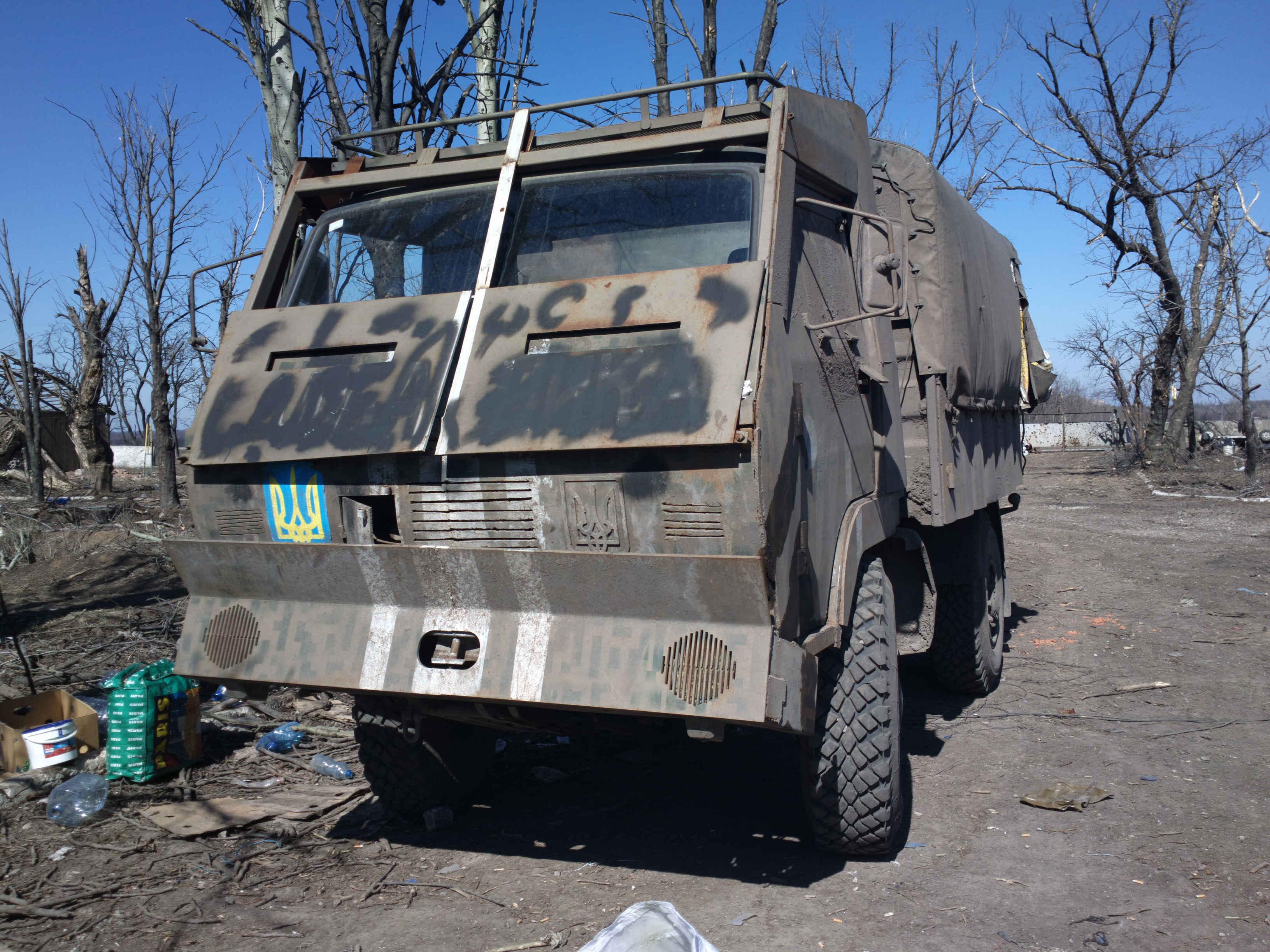
Бронированный MAN
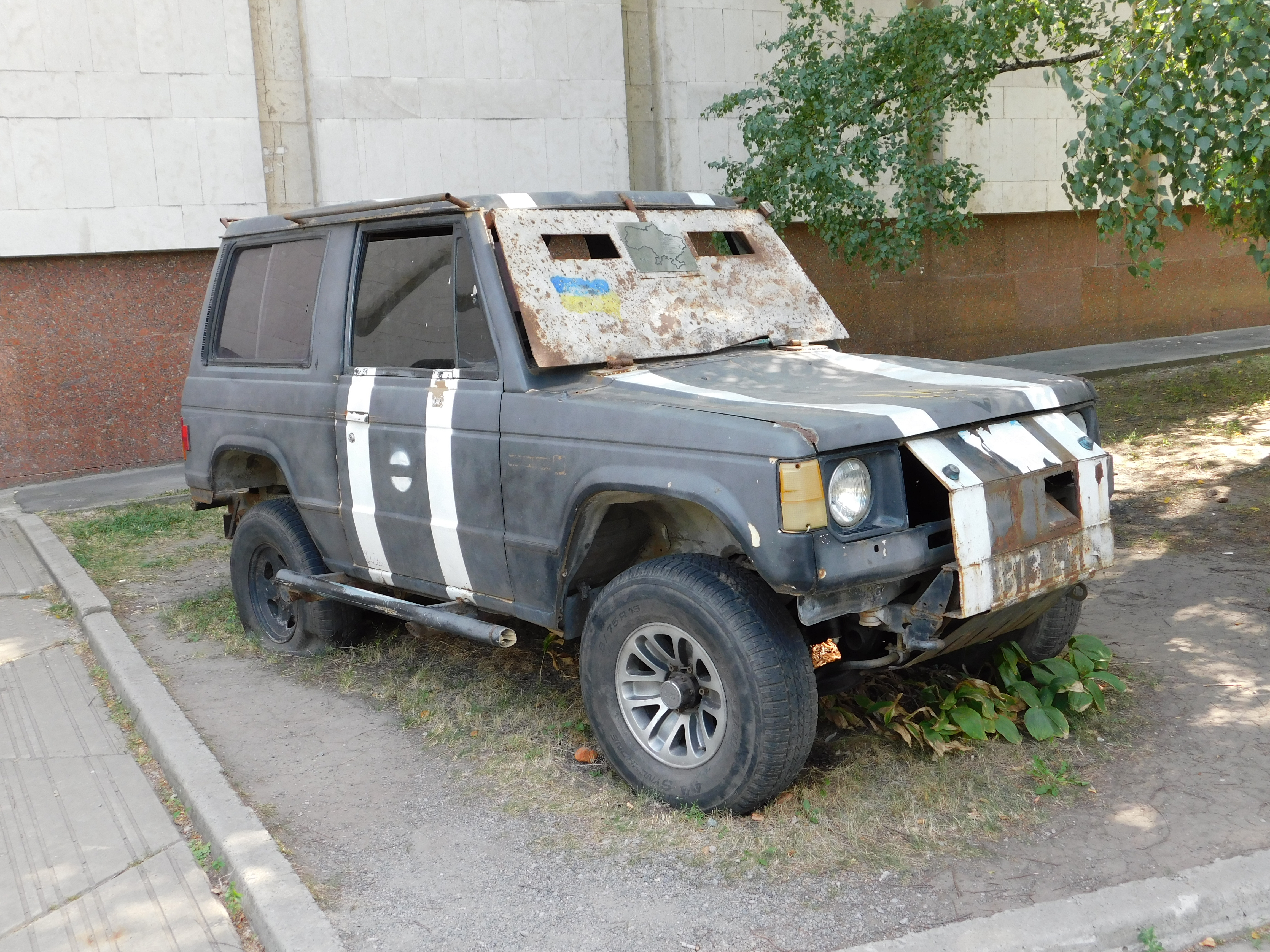
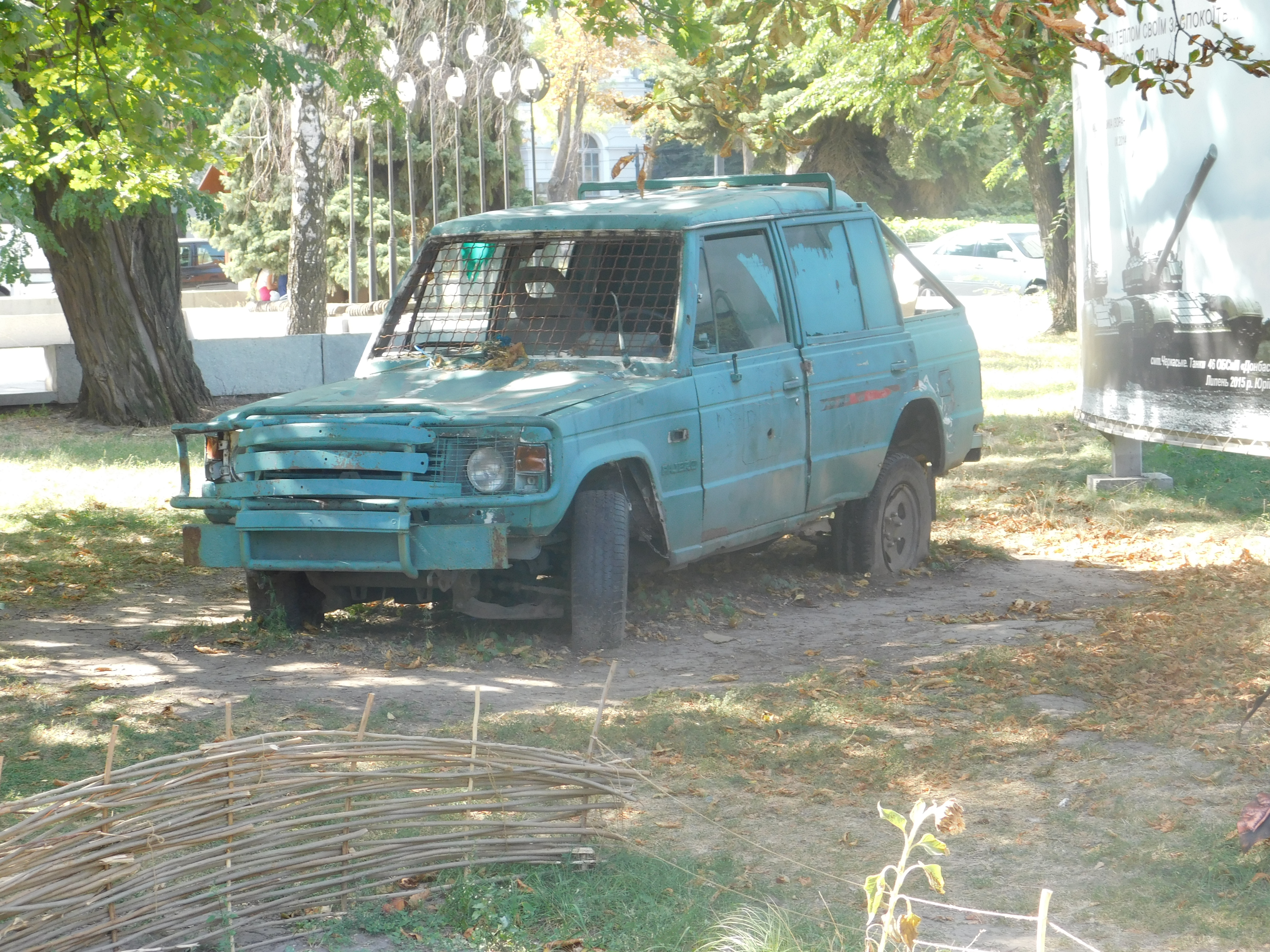
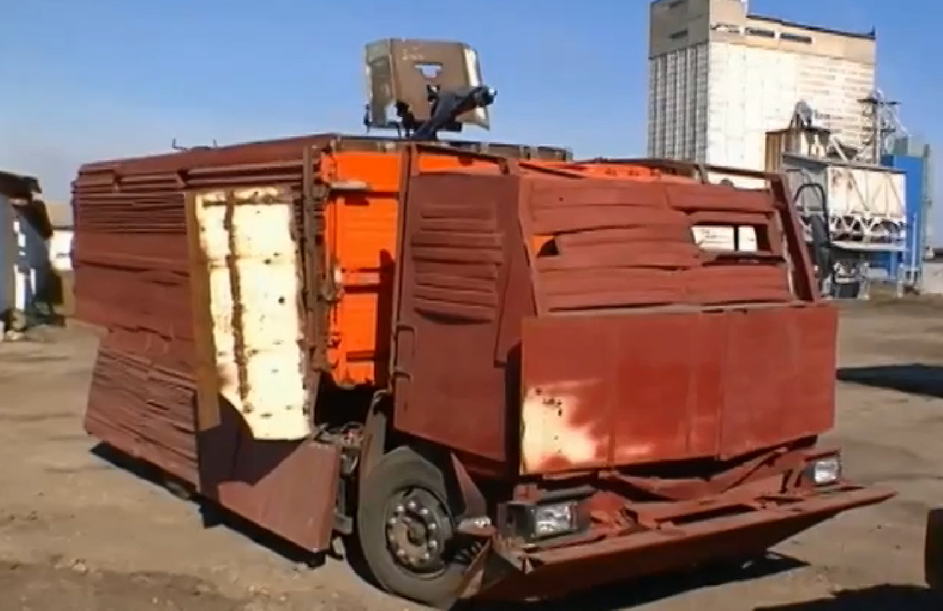
КамАЗ-5320 батальона «Айдар»
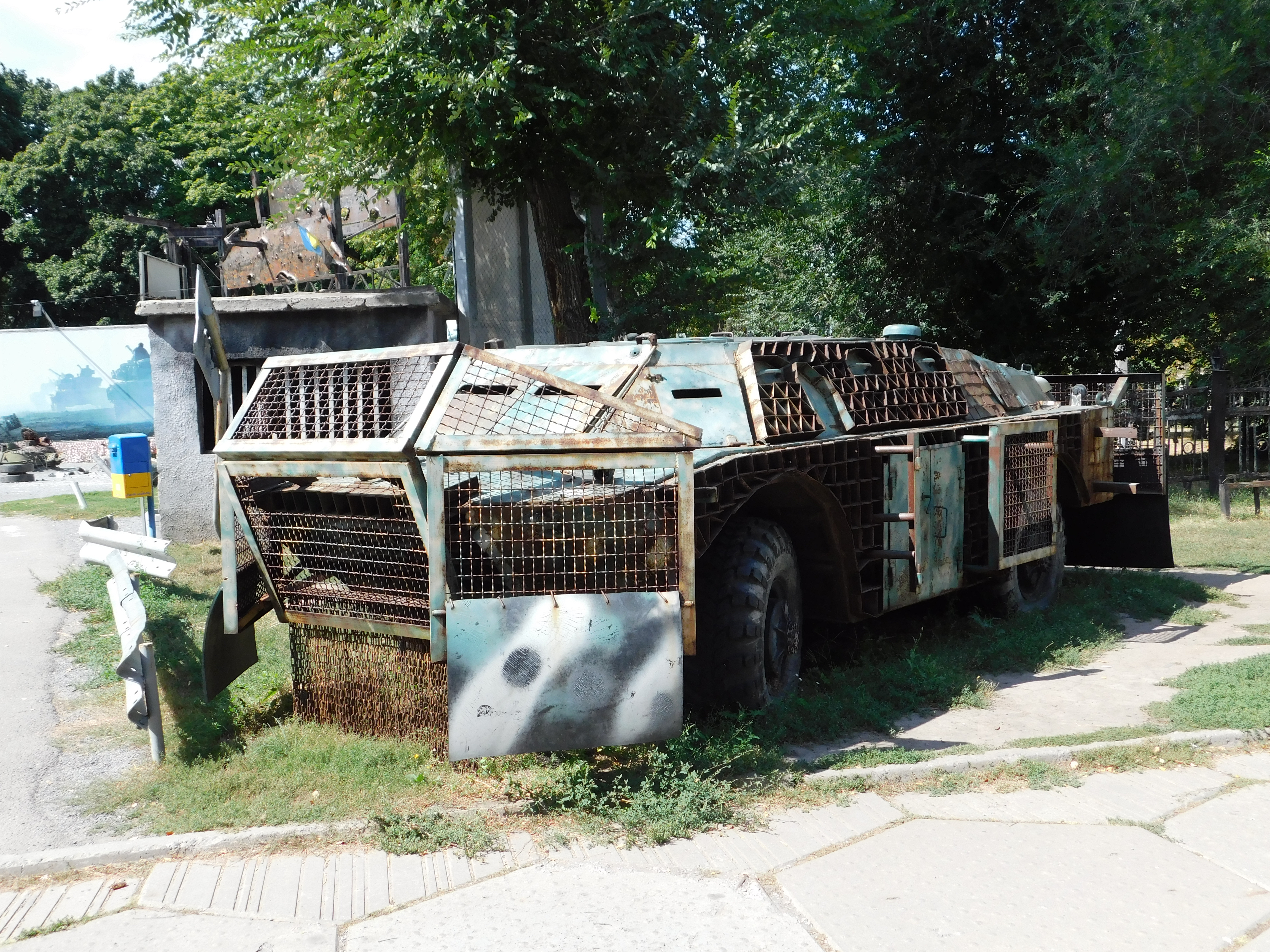
кустарная противокумулятивная решетка на БРДМ-2
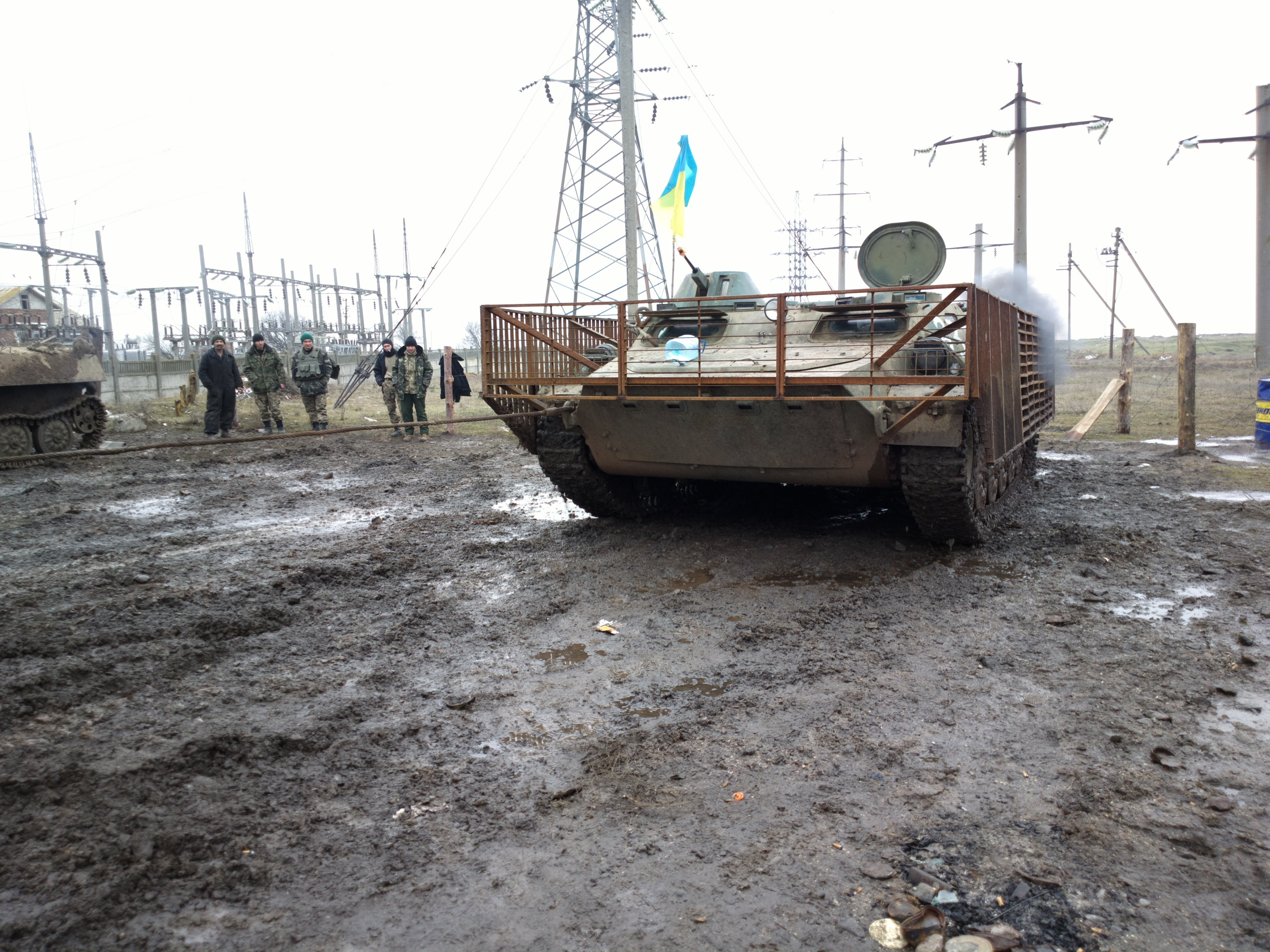
Кустарная противокумулятивная решётка на МТ-ЛБ
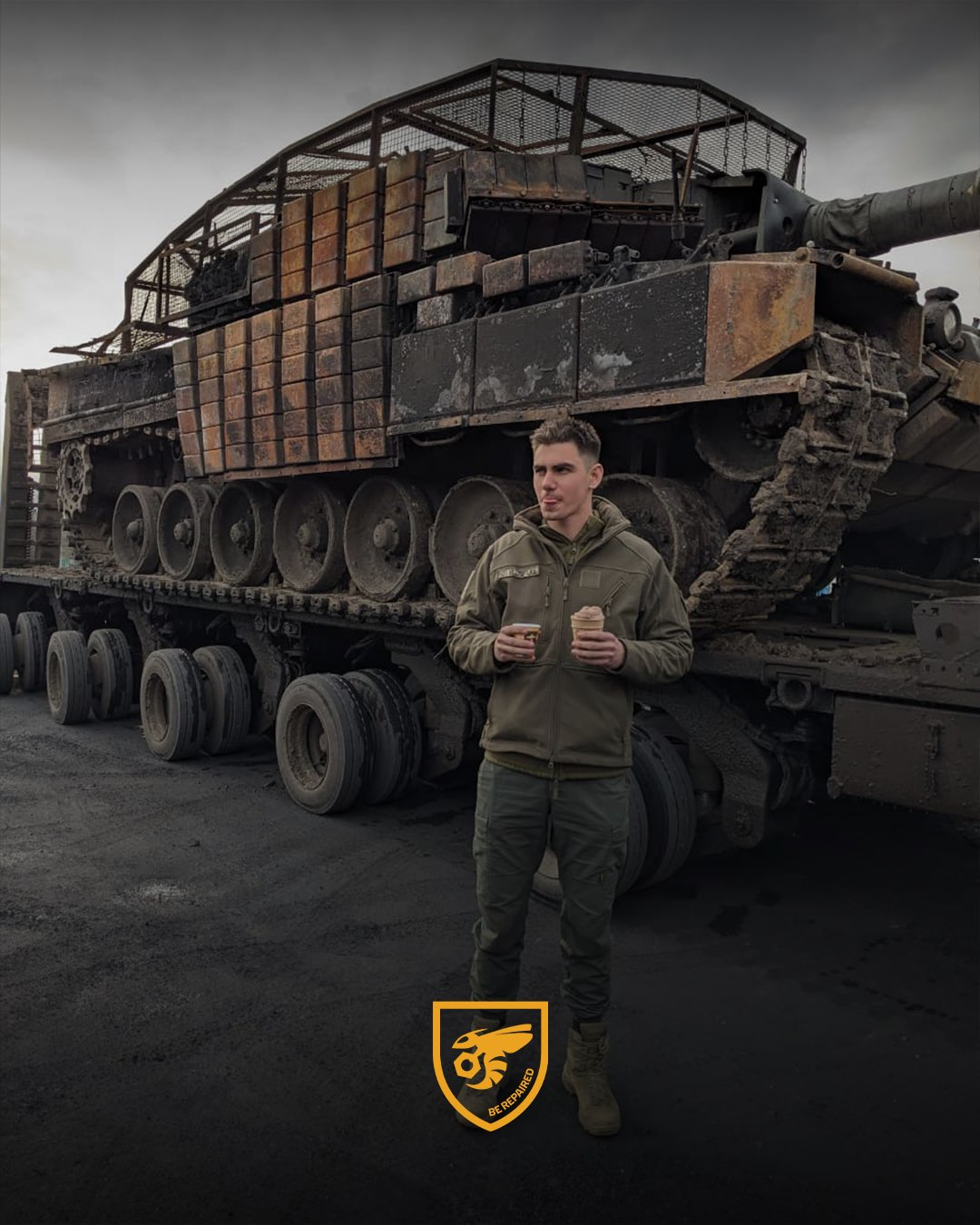

С первых недель полномасштабной войны начали появляться фотографии использования россиянами самодельного бронирования. Например, уязвимые места танков пытались закрыть мешками с песком или поленьями. Также были замечены разнообразное бронирование автомобильной техники: грубая древесина, профнастил и броневые части, снятые с подбитой бронетехники. Т..
Также замечено довольно много динамической защиты, установленной нестандартно.

## Гражданское использование

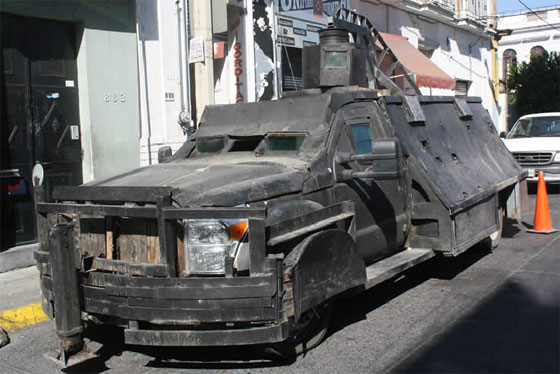
Наркотанк «Monsturo 2010» (Ford F-350) с башней, захваченный мексиканскими властями в Халиско, 2011 г.

Подобная техника широко используется во всех горячих точках мира. Широкую известность получили т. н. «наркотанки» вооруженный элементов мексиканских нарко-картелей.

## Материалы используемые для применения в качестве бронезащиты

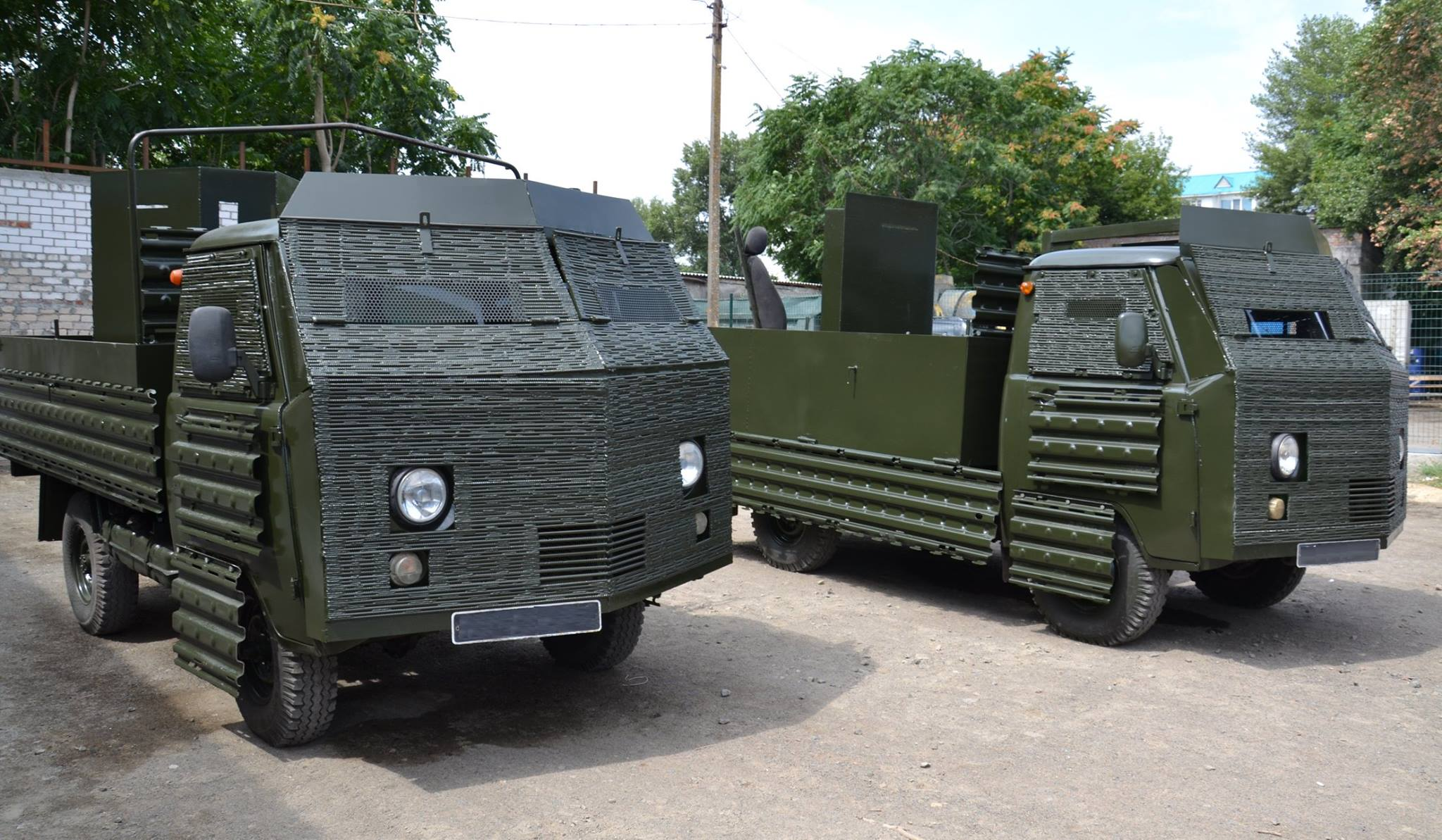
Бронированные УАЗы («Черепашки-ниндзя»). Несколько УАЗ-452 были модифицированы Николаевским тепловозоремонтным заводом и переданы в ГНСУ. Бронированы смесью доступных на заводе материалов: профлист, стальной лист и различные решетки. Один из автомобилей в конце концов был передан в экспозицию «Украинский Восток». По словам заместителя председателя пограничной службы Сергея Сердюка, этот броневик доставлял боеприпасы и эвакуировал раненых.

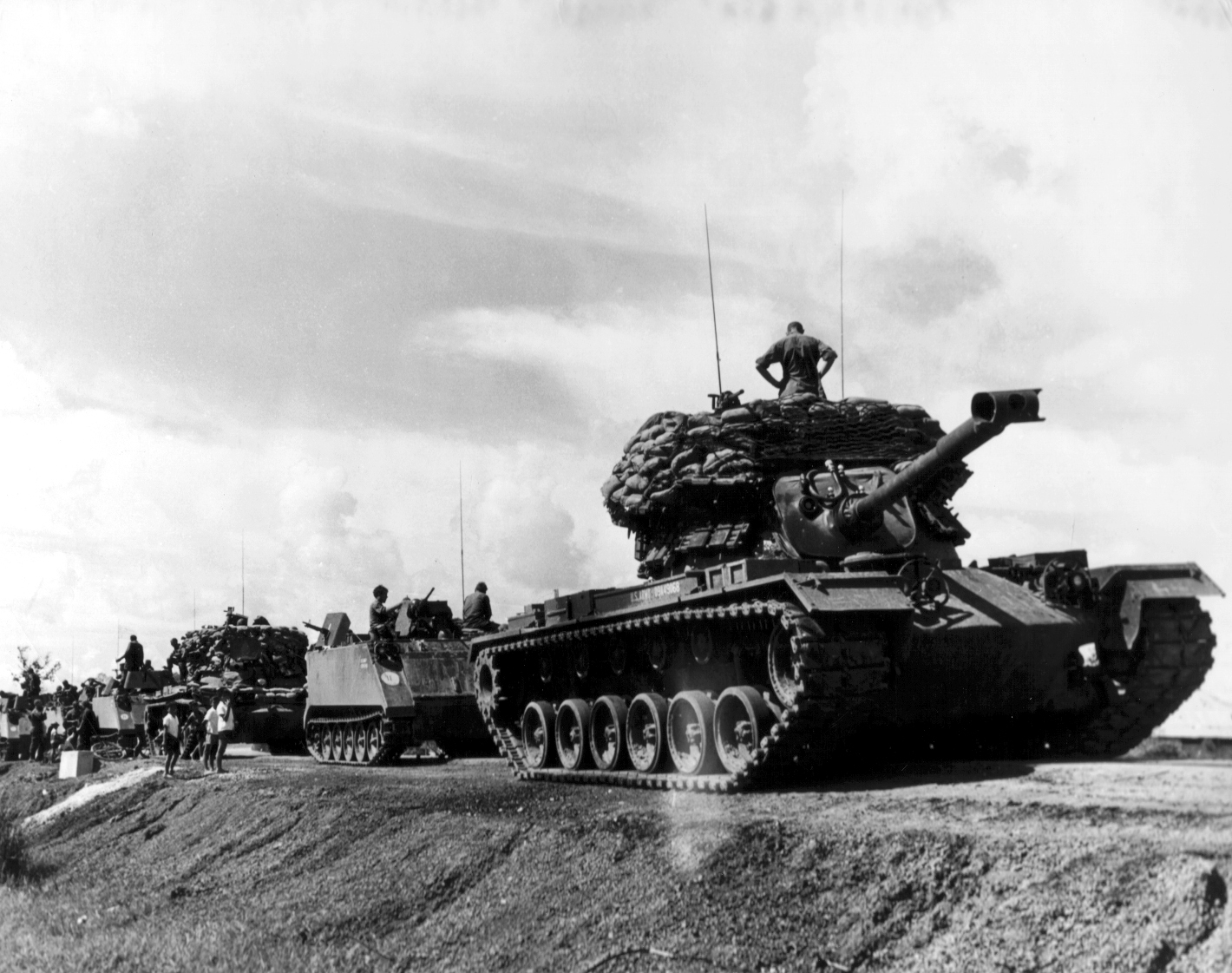
Конвой снабжения во Вьетнаме. Безопасность членов экипажа, работающих с пулеметом на башне танка, была повышена за счет размещения мешков с песком.

Отнюдь не полный список различных материалов включает в себя:
- Сталь
- Алюминий
- Жесть
- Стекловолокно
- Кевлар
- Различные варианты решеток
- Древесина
- Щебенка
- Мешки с песком
- Ящики с песком
- Резинотканевые покрытия
- Бетон
- Асфальтобетон
- Кирпич
- Сегменты гусениц
- Ящики для подсобного инвентаря
- Цепи
- Имитация элементов динамической защиты
- Бронестекло

## Галерея

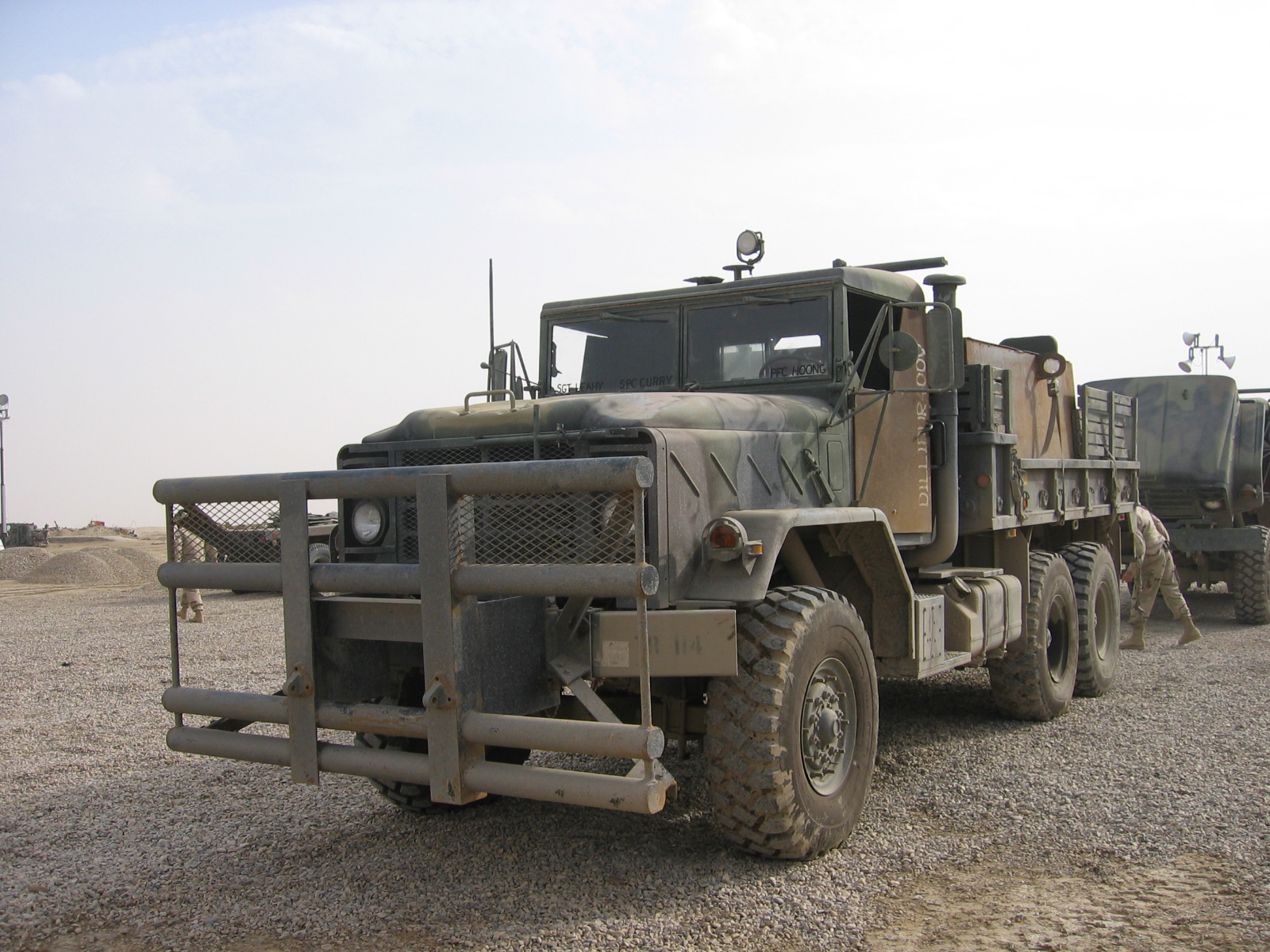
5-тонный грузовой автомобиль армии США. Видна импровизированная броня на двери автомобиля.
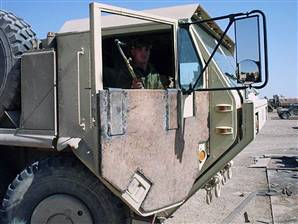
„Hillbilly armor” («Деревенская броня») на двери грузовика.
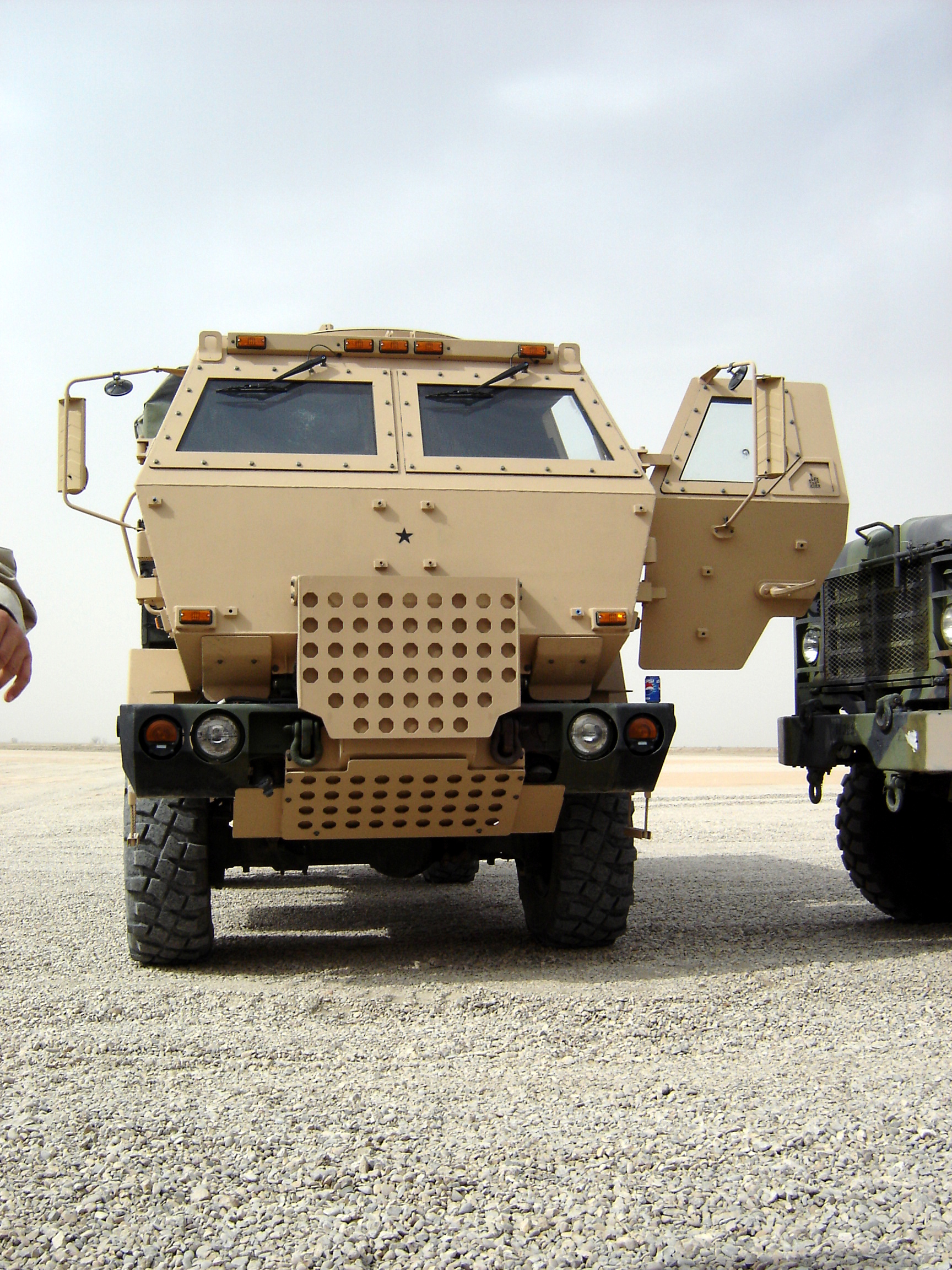
LMTV вооруженных сил США. Видна импровизированная броня.
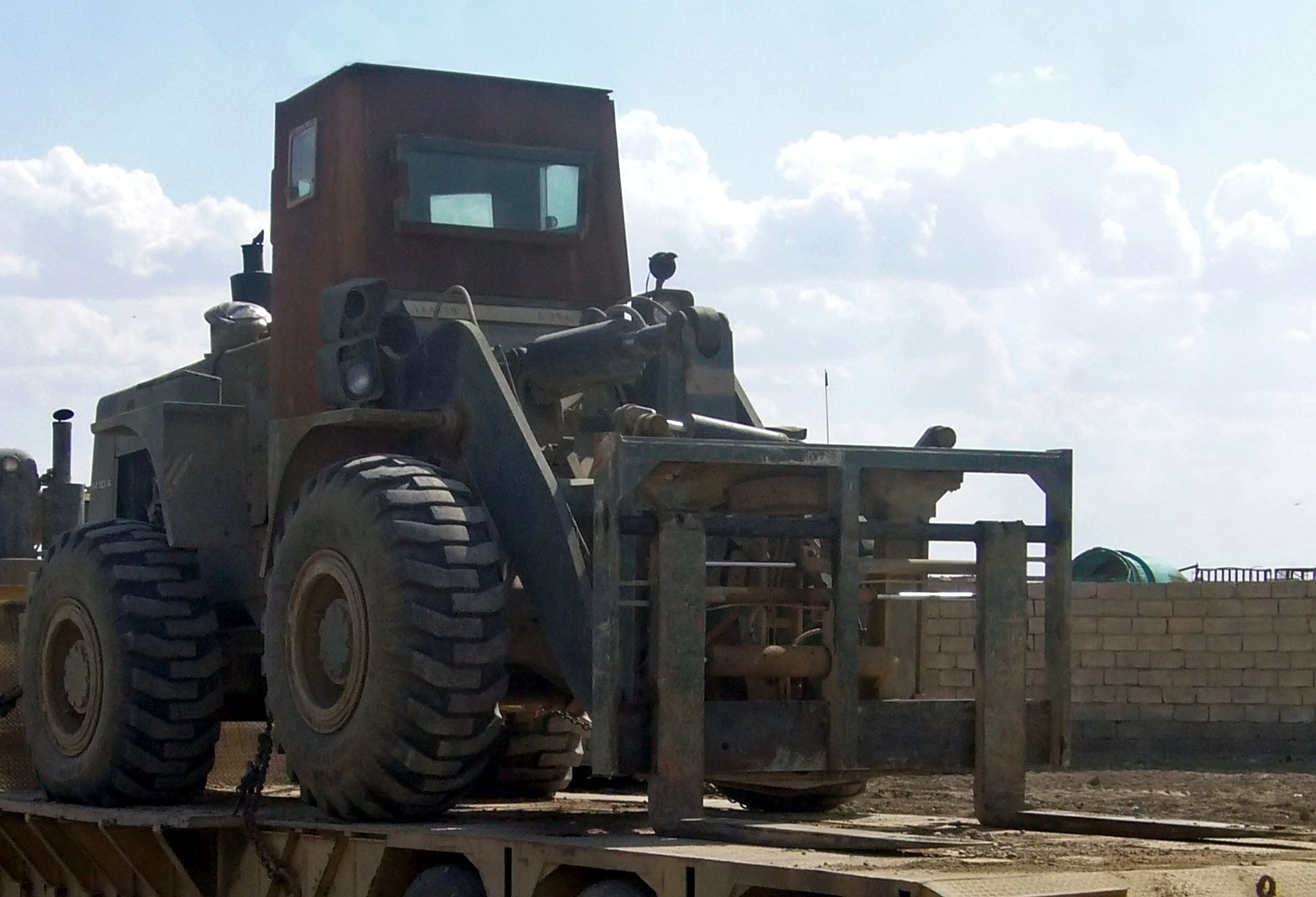
Легкобронированный вилочный погрузчик.
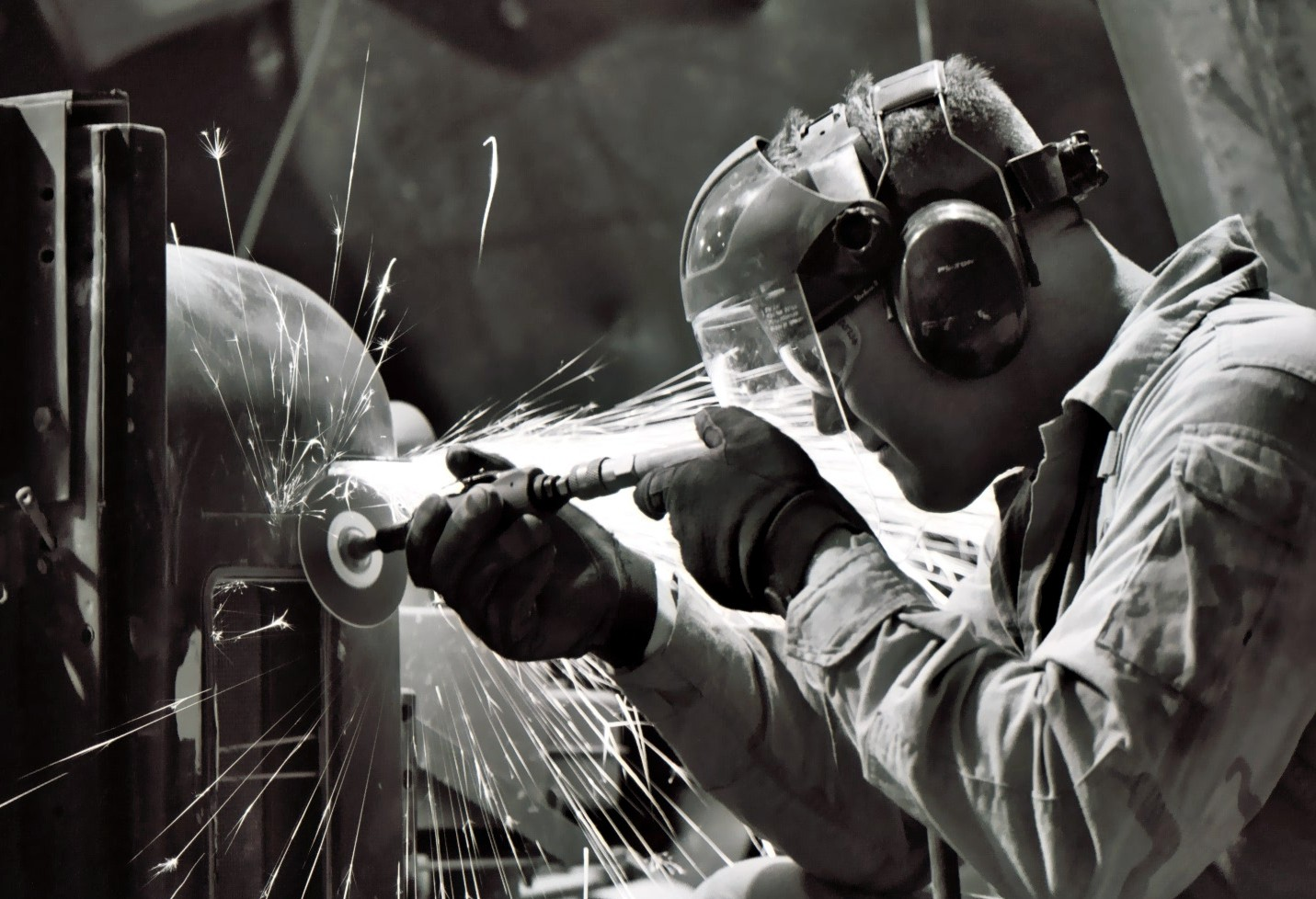
Работа по надеванию самодельной брони. Совместная база Балад.